# 19. Dezember
Der 19. Dezember ist der 353. Tag des gregorianischen Kalenders (der 354. in Schaltjahren), somit bleiben 12 Tage bis zum Jahresende.

## Ereignisse

### Politik und Weltgeschehen
- 1154: Mit der Thronbesteigung des Grafen von Anjou, Heinrich II., kommt das Haus Plantagenet in England an die Macht.
- 1475: Der von König Ludwig XI. des Hochverrats angeklagte und zum Tod verurteilte Ludwig I. von Luxemburg, ein Connétable von Frankreich, wird auf der Place de Grève in Paris enthauptet.
- 1562: Die Truppen der französischen Protestanten unter dem Befehl von Ludwig I. Prinz von Condé und Admiral Gaspard von Coligny verlieren die Schlacht bei Dreux im Ersten Hugenottenkrieg. Ludwig gerät in Gefangenschaft der katholischen Armee unter François de Lorraine, duc de Guise.

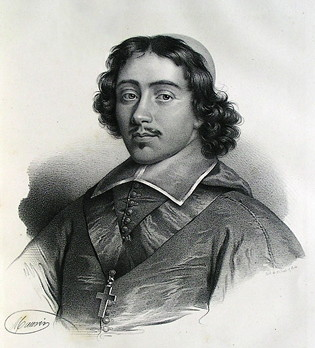
1652: Jean-François Paul de Gondi, Kardinal de Retz

- 1652: Frankreichs König Ludwig XIV. lässt Kardinal de Retz wegen seiner Einmischungen in die Tagespolitik verhaften und im Staatsgefängnis im Donjon von Vincennes gefangen setzen.
- 1692: Herzog Ernst August von Braunschweig-Lüneburg-Calenberg wird neunter Kurfürst im Heiligen Römischen Reich. Das Kurfürstentum Hannover entsteht durch das Zusammenfassen seiner Herrschaftsgebiete.
- 1741: Karl I. Albrecht von Bayern wird in Prag während des Österreichischen Erbfolgekriegs zum böhmischen König gekrönt.

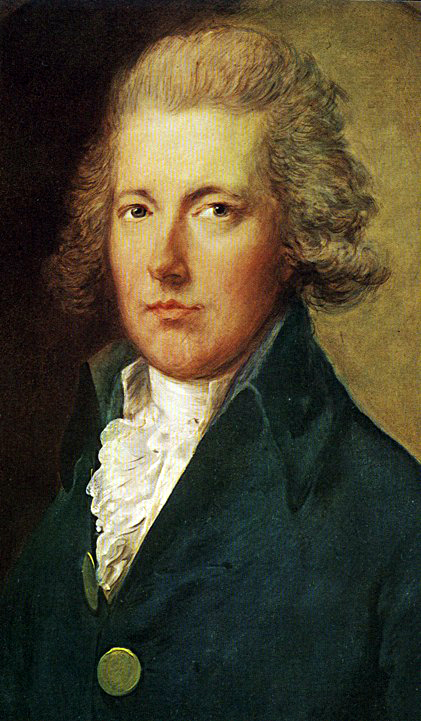
1783: William Pitt der Jüngere

- 1783: William Pitt der Jüngere wird britischer Premierminister. Mit 24 Jahren ist er der bisher jüngste in der Geschichte des Amtes.
- 1793: Die französische Revolutionsarmee erobert im Ersten Koalitionskrieg das von den Engländern besetzte Toulon zurück.

1842: Wappen des Königreiches Hawaii

- 1842: Die Vereinigten Staaten erkennen die Unabhängigkeit Hawaiis an.
- 1941: Adolf Hitler übernimmt anstelle des entlassenen Generalfeldmarschalls Walther von Brauchitsch den Oberbefehl über das deutsche Heer im Zweiten Weltkrieg.
- 1945: In Wien eröffnet der österreichische Staatskanzler Karl Renner die erste Nationalrats- und Bundesratssitzung nach dem Zweiten Weltkrieg.
- 1946: Französische Truppen stürzen die Regierung Ho Chi Minhs im vietnamesischen Hanoi. Die Việt Minh gehen nach einem Angriff auf die in der Stadt befindliche französische Garnison in den Untergrund und beginnen den als Indochinakrieg geführten Kampf gegen die Fremdherrschaft.
- 1958: In Bern beschliesst das Schweizer Parlament das Strassenverkehrsgesetz (SVG) SR-Nr. 741.01.
- 1965: Frankreichs Staatspräsident Charles de Gaulle setzt sich in der Stichwahl gegen François Mitterrand durch.
- 1975: Eine deutsch-deutsche Vereinbarung über den Ausbau der Transitstrecken nach Berlin kommt zustande.
- 1980: Großbritannien vollzieht die – von Anguilla gewünschte – Abtrennung Anguillas von St. Kitts und Nevis.
- 1982: Bei den vorgezogenen Wahlen zur Hamburger Bürgerschaft holt die SPD die absolute Mehrheit unter dem Ersten Bürgermeister Klaus von Dohnanyi zurück.
- 1984: Unter dem Motto Ein Land, zwei Systeme wird in Peking die Chinesisch-britische gemeinsame Erklärung zu Hongkong zwischen der Volksrepublik China und dem Vereinigten Königreich über Hongkongs zukünftigen Status unterzeichnet.
- 1986: Der sowjetische Regimekritiker Andrei Sacharow wird von der sowjetischen Regierung rehabilitiert und darf aus der Verbannung nach Moskau zurückkehren.

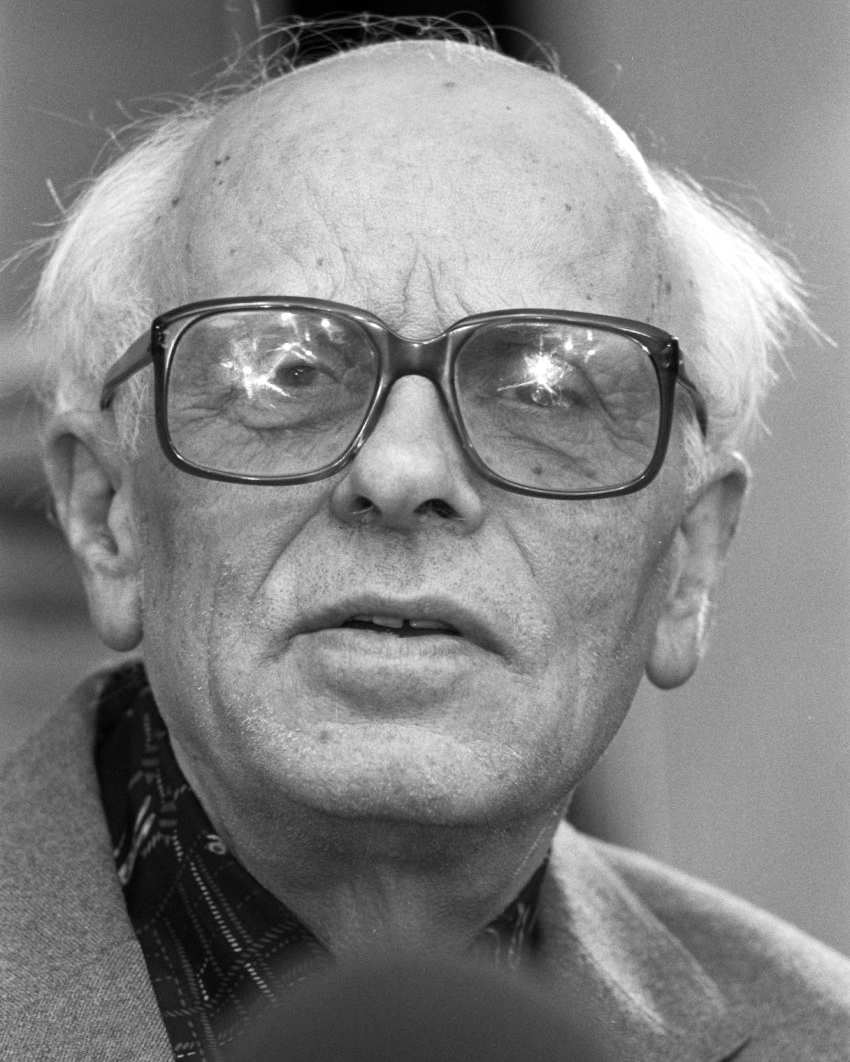
1986: Andrei D. Sacharow

- 1992: Die erste freie und demokratische Wahl des Legislativ-Yuans der Republik China seit 1947 findet statt. Die Kuomintang geht daraus als stärkste Partei hervor.
- 1993: In Guinea findet die erste Präsidentschaftswahl mit mehreren Kandidaten statt. Staatspräsident Lansana Conté wird in seinem Amt bestätigt.
- 1996: Der Schweizer Bundesrat setzt die Bergier-Kommission ein, die im Rahmen des Verfahrens um jüdische Vermögen bei Schweizer Banken den Verbleib von Vermögenswerten untersuchen soll, die während des Zweiten Weltkriegs in die Schweiz transferiert worden sind.
- 1998: Das Repräsentantenhaus in Washington, D.C. stimmt für eine Amtsenthebungsklage gegen US-Präsident Bill Clinton wegen Meineids und Behinderung des US-Kongresses.
- 2001: In der Argentinien-Krise kommt es in Buenos Aires zum Gewaltausbruch bei von der Bevölkerung massiv unterstützten Cacerolazos gegen das Beschränken von Bargeldauszahlungen. Den Folgetag eingerechnet sterben dabei 28 Menschen. Die Regierung lässt im sogenannten Corralito maximal nur 250 Pesos pro Woche pro Konto abheben, um die Flucht in den US-Dollar einzuschränken
- 2010: Bei der Präsidentschaftswahl in Belarus gewinnt der Amtsinhaber Lukaschenko.
- 2012: Die konservative Politikerin Park Geun-hye (Saenuri-Partei) gewinnt als erste Frau die Präsidentschaftswahl in Südkorea.

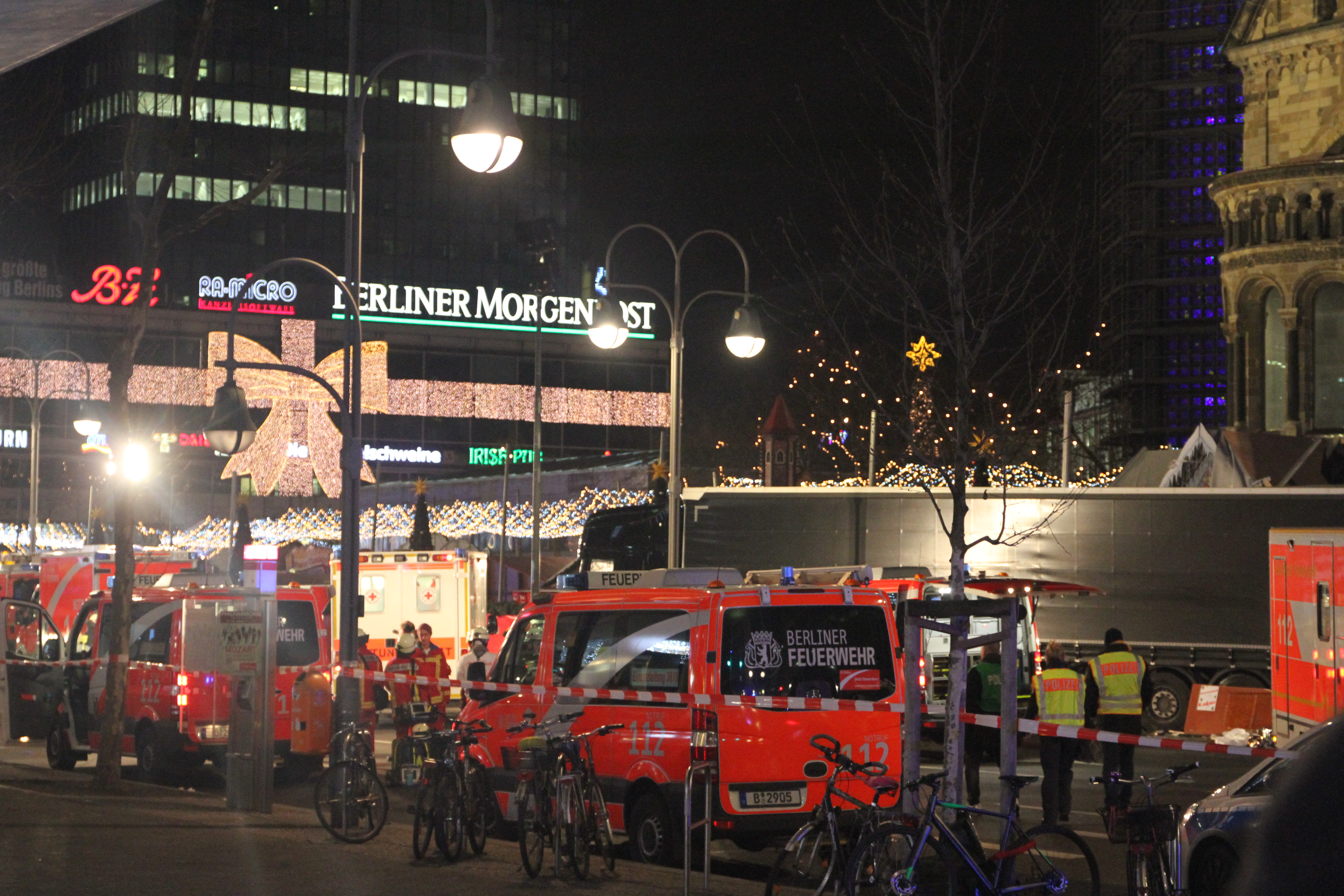
2016: Anschlag auf den Berliner Weihnachtsmarkt

- 2016: Durch einen mit einem Lkw ausgeführten Anschlag auf den Berliner Weihnachtsmarkt an der Gedächtniskirche kommen zwölf Menschen ums Leben und 57 weitere werden verletzt.

### Wirtschaft

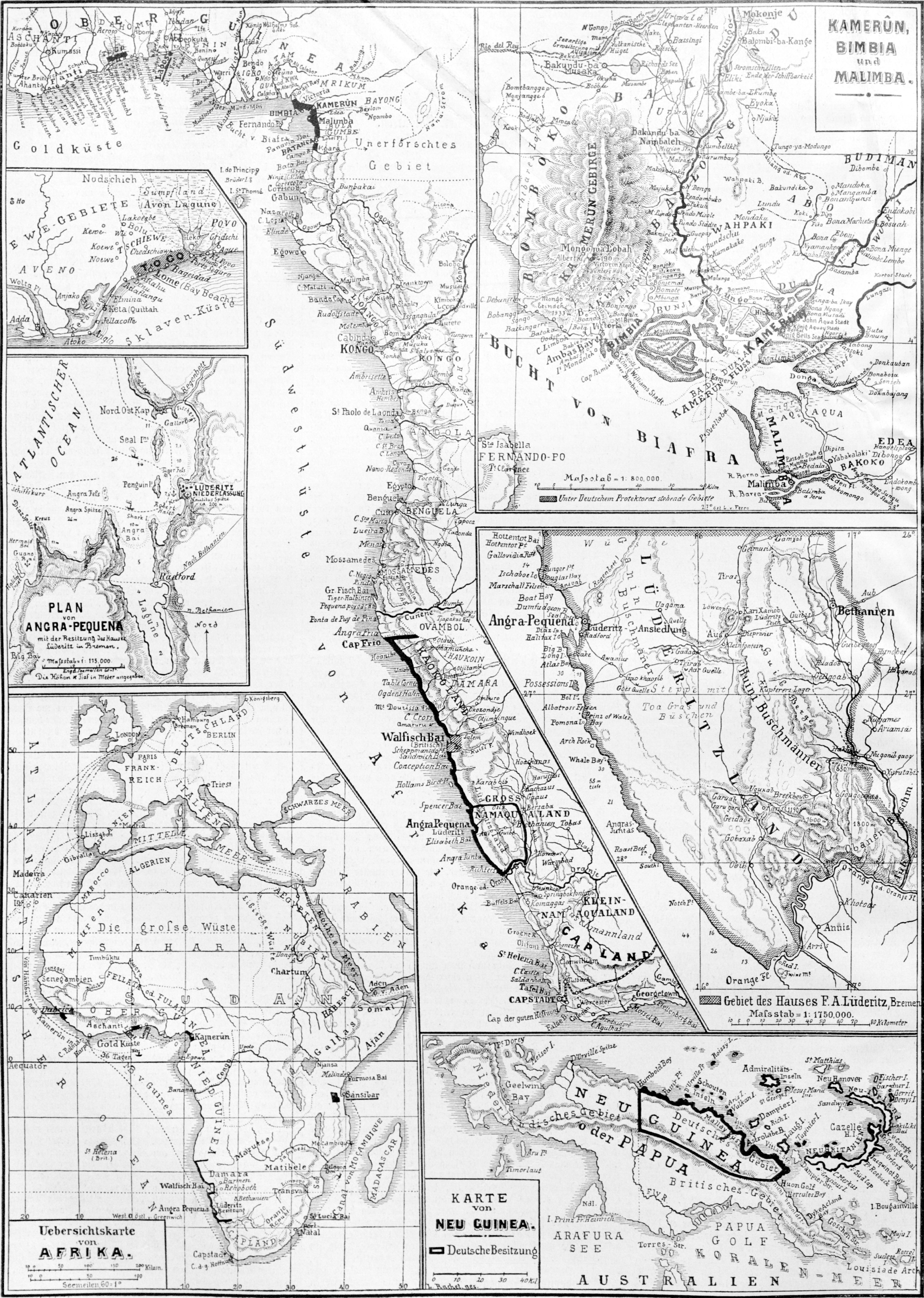
1887: Deutsche Kolonien

- 1887: Die Deutsche Kolonialgesellschaft wird durch die Verschmelzung des Deutschen Kolonialvereins und der Gesellschaft für Deutsche Kolonisation mit dem Sitz in Berlin gegründet. Die Haupttätigkeit der Gesellschaft besteht in der Propagierung einer expansiven Kolonialpolitik.
- 1932: Bei einer Probefahrt legt der Fliegende Hamburger die Strecke zwischen Berlin und Hamburg in der Rekordzeit von 142 Minuten zurück. Der Schnelltriebwagen wird ab dem 15. Mai 1933 fahrplanmäßig eingesetzt.
- 1968: Der ausgebaute und auch für Seeschiffe geeignete Zeekanal Gent–Terneuzen wird von der niederländischen Königin Juliana und Baudouin I., dem König der Belgier, eröffnet und für den Verkehr freigegeben.

### Wissenschaft und Technik

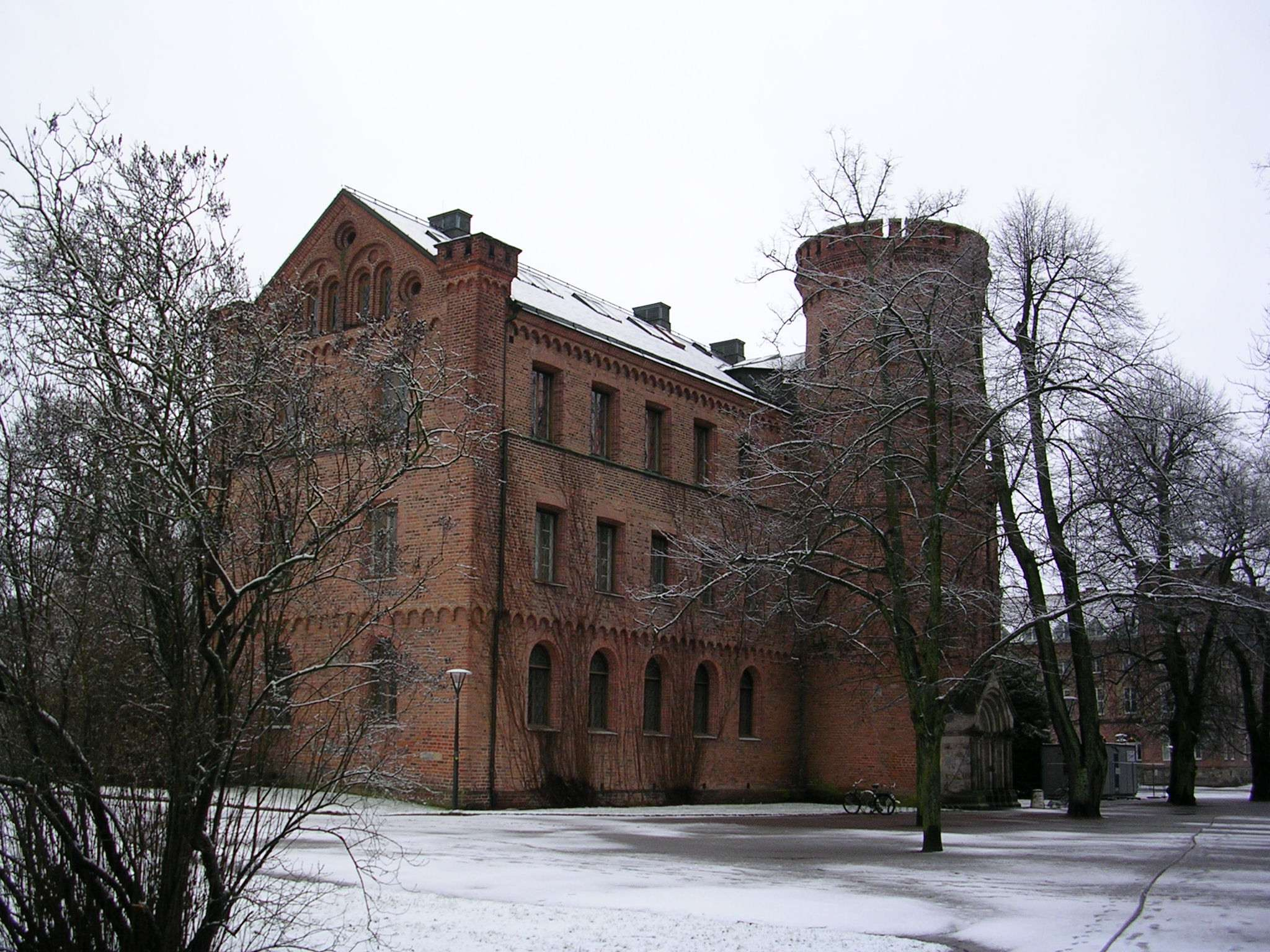
1666: Kungshuset, das älteste Gebäude der Universität Lund

- 1666: Unter der Regierung von Schwedens minderjährigem König Karl XI. wird die Universität Lund gegründet.
- 1705: Der niederländische Wasserbauingenieur und Kartograf Nicolaus Samuelis Cruquius beginnt in Delft als einer der weltweit ersten mit regelmäßigen meteorologischen Aufzeichnungen (Temperatur, Luftdruck, Luftfeuchtigkeit, Niederschlag). Dadurch existieren in den Niederlanden ununterbrochene Wetteraufzeichnungen seit 1706.
- 1801: In Columbia (South Carolina) wird die University of South Carolina gegründet.
- 1865: Ernst Wilhelm Leberecht Tempel entdeckt als erster den kurzperiodischen Kometen 55P/Tempel-Tuttle.
- 1912: Die Universidade Federal do Paraná entsteht in Curitiba im brasilianischen Bundesstaat Paraná.
- 1938: Otto Hahn und Fritz Straßmann suchen in einer mit Neutronen bestrahlten Uranprobe nach Transuranen und finden Spuren des Elements Barium. Hahn informiert brieflich Lise Meitner über das ihm unerklärliche Geschehen bei der Entdeckung der Kernspaltung.
- 1949: In Yogyakarta wird mit der Gadjah-Mada-Universität die erste öffentliche Universität Indonesiens gegründet.
- 1958: Der Kommunikationssatellit SCORE sendet mittels Kurzwellen die erste Aufzeichnung einer Rundfunkansprache aus dem Orbit an die Welt.[1][2]
- 1961: Das Centre national d’études spatiales (CNES) wird gegründet. Es ist die erste nationale Raumfahrtagentur Frankreichs.

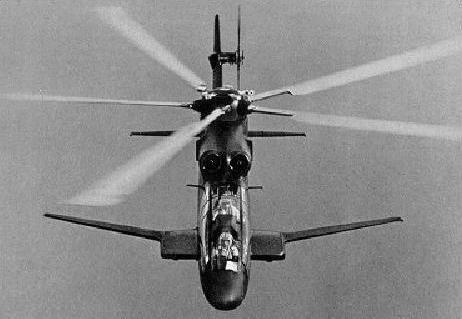
1970: Sikorsky S-67

- 1970: Kurt Cannon fliegt mit 355,5 km/h neuen Weltrekord für Hubschrauber mit seinem Sikorsky S-67 Blackhawk.
- 1972: Mit Apollo 17 kehren die vorläufig letzten Menschen, die ihren Fuß auf den Mond gesetzt haben, auf die Erde zurück.
- 1974: Von Cape Canaveral aus wird der erste westeuropäische Nachrichtensatellit Symphonie 1 in eine geostationäre Umlaufbahn gebracht.
- 1981: In Berlin nimmt die 130 Millionen D-Mark teure Synchrotronstrahlungs-Anlage BESSY 1 den Betrieb auf.
- 2006: Zum ersten Mal seit 15 Jahren bekommen die russischen Luftstreitkräfte neue Kampfflugzeuge. Zwei Jagdbomber Suchoi Su-34 werden übergeben.

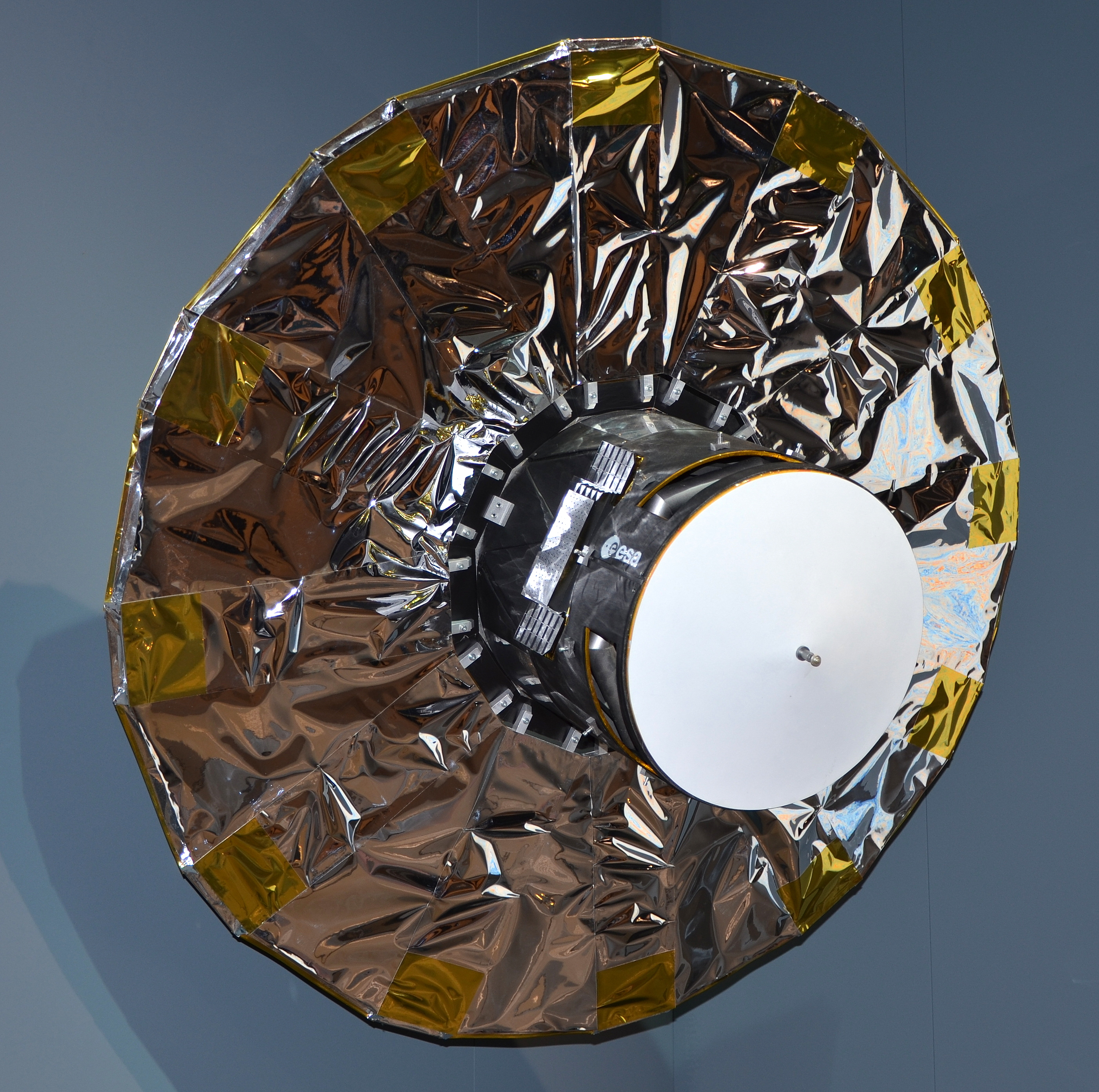
2013: Gaia

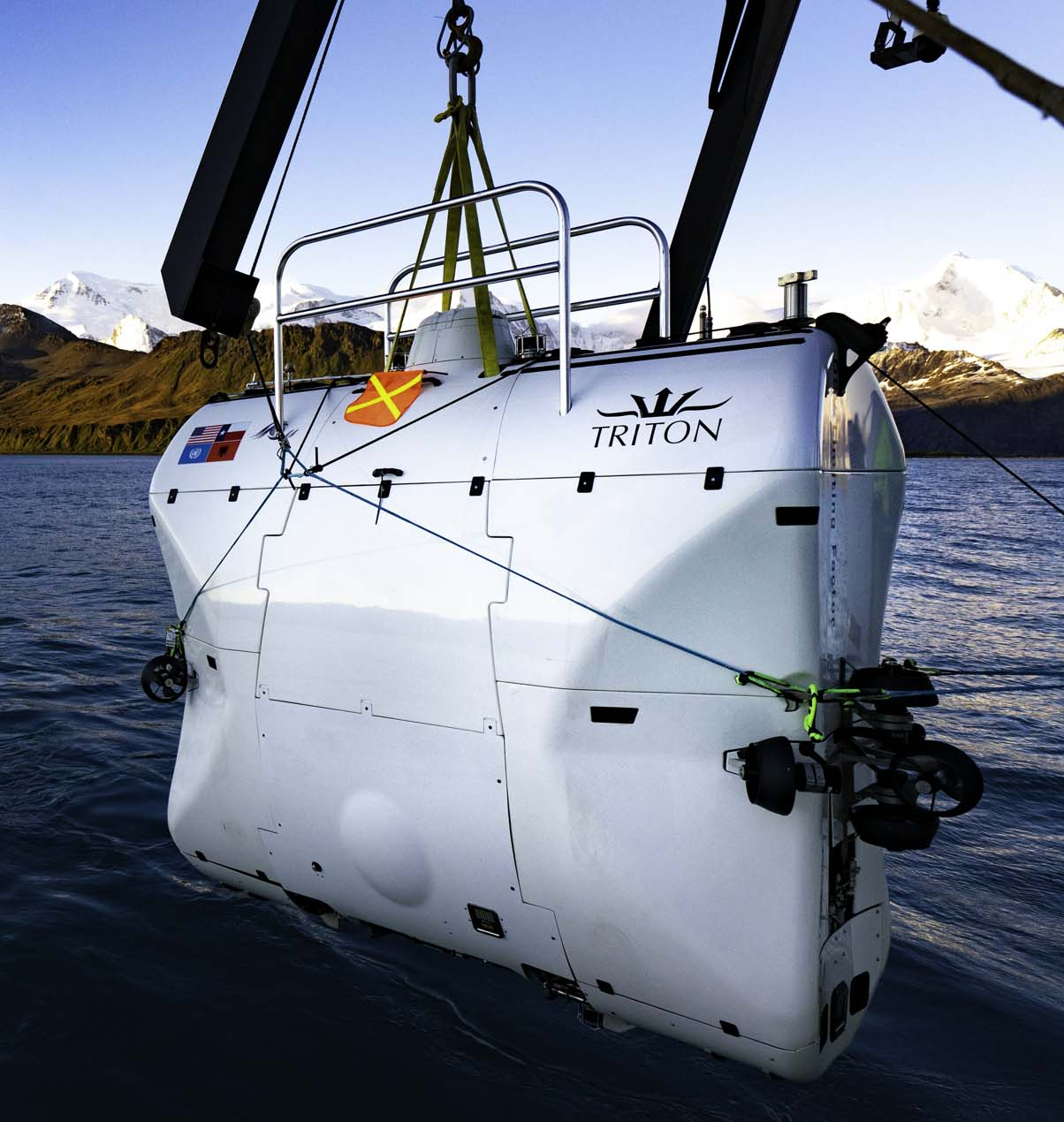
2018: Limiting Factor

- 2013: Das europäische Weltraumteleskop Gaia der ESA wird gestartet.
- 2018: Victor Vescovo erreicht als erster Mensch mit dem Tiefseetauchboot „Limiting Factor“ die tiefste Stelle des Puerto-Rico-Grabens und damit die tiefste Stelle des Atlantischen Ozeans.
- 2020: Der Eysturoyartunnilin, zum Zeitpunkt seiner Fertigstellung der längste Tunnel auf den Färöern und der zweitlängste Unterseetunnel der Welt, wird eröffnet.

### Kultur
- 1843: Der Engländer Charles Dickens veröffentlicht den Roman A Christmas Carol (Eine Weihnachtsgeschichte).
- 1874: Am Teatro de la Zarzuela in Madrid wird die Zarzuela El Barberillo de Lavapies von Francisco Asenjo Barbieri uraufgeführt.
- 1878: Im Künstler-Club in Sankt Petersburg erfolgt die Uraufführung der Oper Der Sohn des Mandarin von César Cui.
- 1881: Am Théâtre de la Monnaie in Brüssel wird die Oper Hérodiade von Jules Massenet uraufgeführt.
- 1918: Am Nationaltheater Prag findet die Uraufführung der Oper Nepřemožení (Die Unüberwundenen) von Josef Bohuslav Foerster statt.
- 1936: Die Philosophische Fakultät der Universität Bonn erkennt Thomas Mann die Ehrendoktorwürde ab, nachdem er vom Deutschen Reich ausgebürgert worden ist.
- 1945: Am Théâtre de l’Athénée in Paris wird Jean Giraudoux’ Satire La Folle de Chaillot uraufgeführt.
- 1967: Der Spielfilm Bonnie und Clyde von Arthur Penn, mit Warren Beatty und Faye Dunaway, wird in Deutschland erstmals aufgeführt.
- 1969: Der Spielfilm Easy Rider, von und mit Dennis Hopper und Peter Fonda, hat seine Erstaufführung in den Kinos der Bundesrepublik Deutschland. Die Premiere war am 8. Mai bei den Filmfestspielen in Cannes.
- 1969: An der Deutschen Oper Berlin erfolgt die Uraufführung der Oper Lanzelot von Paul Dessau.
- 1996: Der US-amerikanische Science Fiction-Film Star Trek - Der erste Kontakt startet in den deutschen Kinos.

### Gesellschaft
- 1811: In London werden erneut drei Personen in ihrem Wohnhaus ermordet, der Fall geht in die Geschichte als Ratcliffe-Highway-Morde ein.
- 1924: Fritz Haarmann wird in Hannover wegen 24-fachen Mordes zum Tode verurteilt.
- 1924: Der wegen seiner Beteiligung an der Münchner Räterepublik verurteilte deutsche Schriftsteller Erich Mühsam wird vorzeitig aus der Haft entlassen.
- 1956: Die britische Polizei nimmt den Arzt John Bodkin Adams unter dem Verdacht fest, ein Serienmörder zu sein. Als Angeklagter wird er später freigesprochen.
- 1973: In der Tonight Show verulkt Showmaster Johnny Carson sein Publikum mit der Behauptung, es stünde eine Rationierung von Toilettenpapier bevor, und löst damit den weltweit ersten Panikkauf dieses Haushaltsprodukts aus.
- 1984: Mit River Raid wird in Deutschland das erste Videospiel wegen „Gewaltverherrlichung“ von der BPjS indiziert.
- 2006: Der erneut aufgerollte HIV-Prozess in Libyen endet mit dem Todesurteil für die angeklagten fünf bulgarischen Krankenschwestern und einen palästinensischen Arzt. Sie werden für die Infektion von 426 Kindern mit HIV in einem Krankenhaus in Bengasi verantwortlich gemacht.

### Religion
- 1187: Paolo Scolai wird zum Papst gewählt und nimmt den Namen Clemens III. an.
- 1516: Franz I., König von Frankreich, und Papst Leo X. schließen das Konkordat von Bologna.
- 1582: Der Erzbischof von Köln, Kurfürst Gebhard I. von Waldburg, der seit Jahren eine Beziehung zu Agnes von Mansfeld-Eisleben unterhalten hat, tritt öffentlich zum Calvinismus über und verkündet die Glaubensfreiheit im Erzstift Köln.

### Katastrophen
- 1947: Bei der Explosionskatastrophe von Mitholz am 19. und 20. Dezember 1947 in einem Munitionslager der Schweizer Armee explodieren Tausende Tonnen Sprengstoff, was einen schweren Sachschaden und neun Todesopfer zur Folge hat.
- 1982: Beim Brand eines Tanklagers im venezolanischen Tacoa kommen durch eine als BLEVE eingeordnete Explosion 150 Menschen ums Leben.
- 1997: Beim Absturz einer Boeing 737 der Silk Air in Sumatra, Indonesien, sterben alle 104 Menschen an Bord.

Kleinere Unglücksfälle sind in den Unterartikeln von Katastrophe und in der Liste von Katastrophen aufgeführt.

### Natur und Umwelt
- 2001: In der Mongolei werden im Ort Tosontsengel 1.085,7 Hektopascal Luftdruck gemessen, der weltweit bislang höchste Wert.

### Sport
- 1863: In Mortlake findet erstmals ein Fußballspiel nach den modernen Regeln der Football Association statt. Das Spiel zwischen RFC Barnes und dem FC Richmond endet torlos.
- 1909: Der Fußballverein Borussia Dortmund wird gegründet.
- 1917: Die ersten Spiele der neu geschaffenen National Hockey League (NHL) werden gespielt. Die teilnehmenden Eishockeyteams lauten Montréal Canadiens, Toronto Arenas, Ottawa Senators und Montreal Wanderers.
- 1983: Der Jules-Rimet-Pokal wird in Rio de Janeiro dem brasilianischen Fußballverband gestohlen. Die Diebe schmelzen die Gewinner-Trophäe der Fußball-Weltmeisterschaften 1930 bis 1970 mutmaßlich ein.
- 1984: Wayne Gretzky von den Edmonton Oilers erzielt gegen die Los Angeles Kings als 18. Akteur der NHL-Historie die Marke von 1000 Punkten. Mit nur 424 gespielten Spielen ist er immer noch der schnellste Spieler in der Geschichte der NHL, der die 1000-Punkte-Marke erreichte.

Einträge von Leichtathletik-Weltrekorden befinden sich unter der jeweiligen Disziplin unter Leichtathletik.

## Geboren

### Vor dem 18. Jahrhundert
- 1249: Henry de Lacy, 3. Earl of Lincoln, englischer Magnat, Diplomat und Feldherr
- 1343: Wilhelm I., Markgraf von Meißen
- 1498: Andreas Osiander, deutscher Theologe
- 1524: Johannes Vischer, deutscher Mediziner und Hochschullehrer
- 1554: Philipp Wilhelm von Oranien-Nassau, Fürst von Oranien und Graf von Nassau
- 1587: Dorothea Sophie von Sachsen-Altenburg, 33. Äbtissin des Reichsstiftes von Quedlinburg
- 1594: Gustav II. Adolf, schwedischer König
- 1629: Tomáš Pešina z Čechorodu, tschechischer Historiker und Schriftsteller
- 1657ː Anna Rupertina Fuchs, deutsche Lyrikerin und Dramatikerin
- 1671: Christiane Eberhardine von Brandenburg-Bayreuth, Kurfürstin von Sachsen
- 1672: Johann Christian Rindt, deutscher Orgelbauer
- 1675: Johann Ignaz Egedacher, süddeutscher Orgelbauer
- 1676: Louis-Nicolas Clérambault, französischer Komponist und Organist

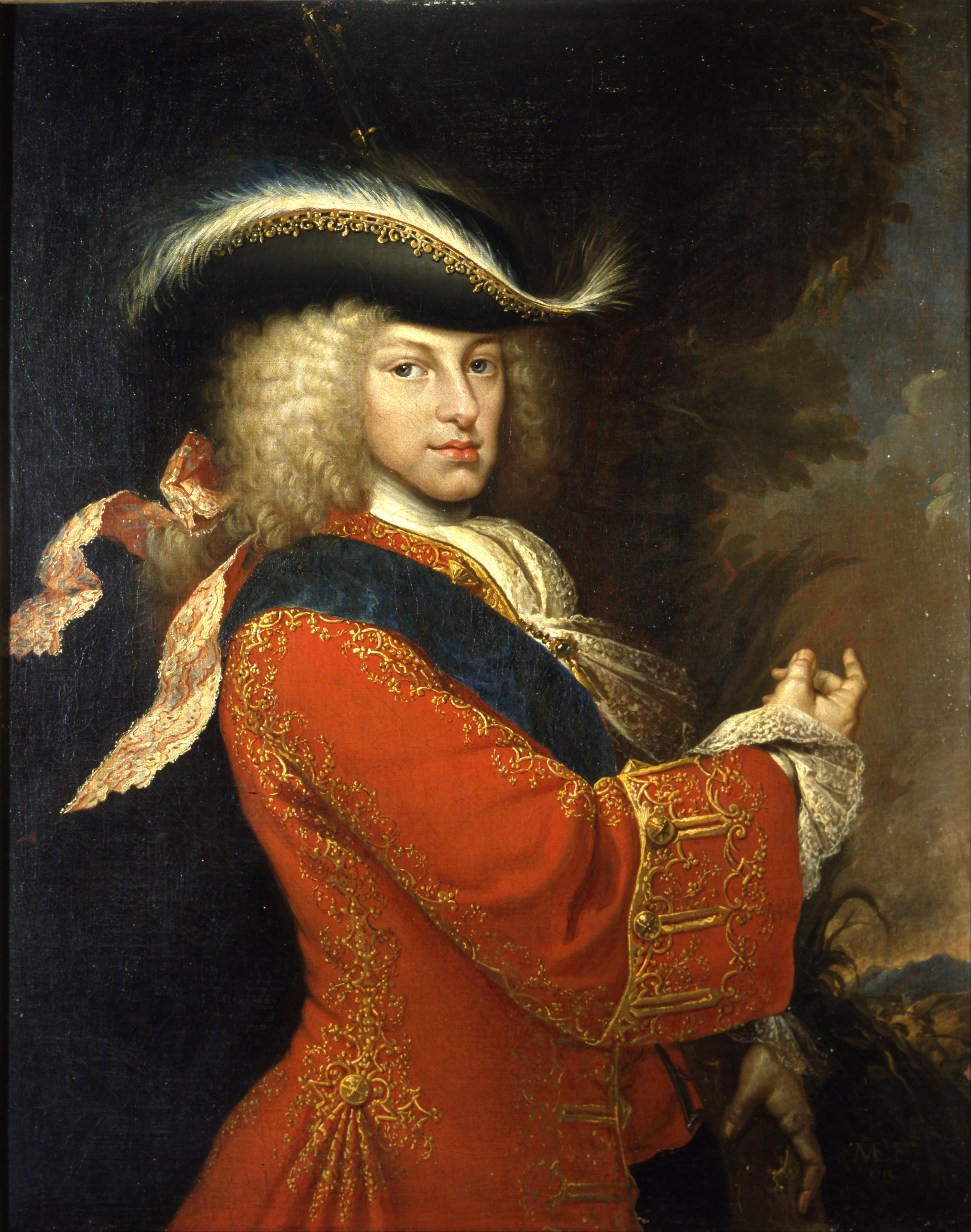
Philipp V. (* 1683)

- 1683: Philipp V., König von Spanien
- 1700: Julián Manuel de Arriaga y Rivera, spanischer Adeliger, Offizier und Minister

### 18. Jahrhundert
- 1723: Susanne von Klettenberg, deutsche Stiftsdame und religiöse Schriftstellerin
- 1726: Isaac Roosevelt, amerikanischer Händler und Politiker
- 1730: Johann Christoph Wiedemann, deutscher Orgelbauer
- 1736: Bartholomäus III. Reichsfreiherr von Tinti, Landmann in Tirol
- 1737: Johann Nicolaus Anton, deutscher lutherischer Theologe
- 1742: Carl Wilhelm Scheele, deutsch-schwedischer Apotheker und Chemiker
- 1743: Daniel Tobenz, österreichischer katholischer Theologe
- 1744: Karl von Hessen-Kassel, hessischer Adliger
- 1746: Maria Magdalena Keverich, Trierer Bürgerin, Mutter von Ludwig van Beethoven
- 1747: Natalis Pinot, französischer Priester und Märtyrer
- 1749: Benjamin Geithner, evangelischer Geistlicher
- 1753: John Taylor Gilman, US-amerikanischer Politiker
- 1757: Philippe Guerrier, Präsident von Haiti
- 1768: Aimée du Buc de Rivéry, französische Adlige
- 1771: Nicolas-Joseph Maison, französischer General und Staatsmann, Marschall von Frankreich
- 1775: Franz von Unterrichter, Südtiroler Dichter, Jurist und Politiker sowie Mitglied der Frankfurter Nationalversammlung
- 1776: Edward Somerset, britischer Kavalleriegeneral
- 1778: Marie Thérèse Charlotte de Bourbon, Titularkönigin von Frankreich
- 1790: William Edward Parry, britischer Admiral
- 1792: Andries Hendrik Potgieter, burischer Politiker und Voortrekker-Anführer
- 1795: Karl Gustav Hesse, deutscher Mediziner und Schriftsteller
- 1795: Karl Gottlob Prinz, deutscher Tiermediziner

### 19. Jahrhundert

#### 1801–1850
- 1802: John Ella, englischer Geiger, Musikschriftsteller und Konzertveranstalter
- 1804: Johann Andreas Engelhardt, deutscher Orgelbauer
- 1813: Thomas Andrews, irischer Physikochemiker
- 1814: Edwin M. Stanton, US-amerikanischer Jurist und Politiker, United States Attorney General, Kriegsminister
- 1816: Franz Sacher, österreichischer Konditor
- 1817: James Jay Archer, US-amerikanischer Brigadegeneral
- 1817: Charles Dancla, französischer Violinist und Komponist
- 1817: John Frankenstein, deutschamerikanischer Maler und Bildhauer
- 1819: James Spriggs Payne, liberianischer Politiker US-amerikanischer Herkunft, Staatspräsident
- 1825: George Frederick Bristow, US-amerikanischer Komponist
- 1835: Karl Elwin Anker, preußischer Generalmajor
- 1836ː Susanne Feust-Göthe, deutsche Theaterschauspielerin, Komikerin und Sängerin (Sopran)
- 1840: Giulio Ricordi, italienischer Musikverleger und Komponist
- 1841: Albert Frank, deutscher Maschinenbau-Ingenieur und Hochschullehrer
- 1842: George S. Morison, US-amerikanischer Jurist, Eisenbahnmanager und Bauingenieur
- 1843: Mauro Fernández Acuña, costa-ricanischer Jurist und Politiker, Minister
- 1843: Albert Steck, Mitgründer der Sozialdemokratischen Partei der Schweiz
- 1844: Lujo Brentano, deutscher Wirtschaftswissenschaftler und Sozialreformer
- 1844: Joseph Stöckle, deutscher Schriftsteller und Philologe
- 1845: Henri Joseph Perrotin, französischer Astronom
- 1848: Heinrich Adelmann von Adelmannsfelden, deutscher Politiker, MdR, MdL
- 1849: Henry Clay Frick, US-amerikanischer Industrieller

#### 1851–1900

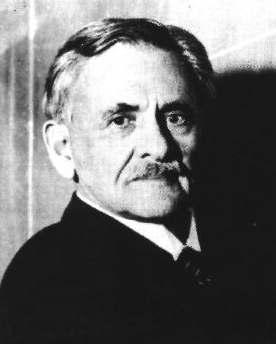
Albert A. Michelson (* 1852)

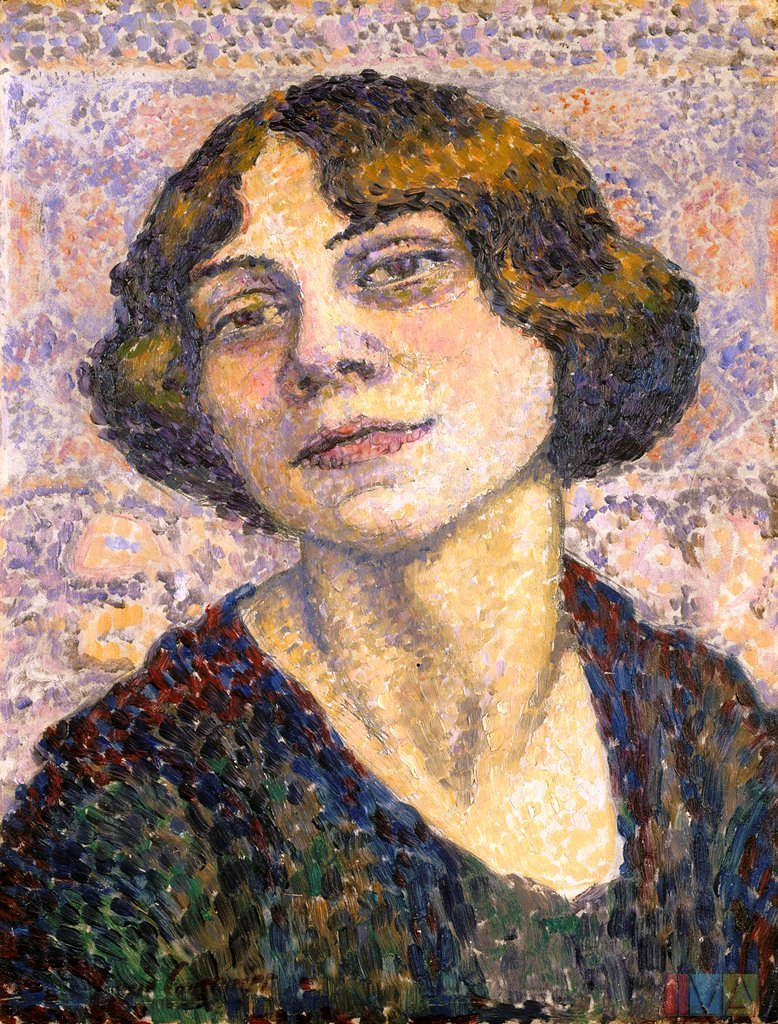
Lucie Cousturier (* 1876)

- 1852: Albert A. Michelson, deutsch-US-amerikanischer Physiker und Nobelpreisträger
- 1854: Louis Brillouin, französischer Physiker
- 1855: Carl Schroeter, deutsch-schweizerischer Botaniker
- 1857: Siegmund Lustgarten, österreichischer Arzt
- 1861: Nikolai Iwanowitsch Andrussow, russischer Geologe und Paläontologe
- 1861: Italo Svevo, italienischer Schriftsteller
- 1862: Warwara Matwejewna Barusdina, russische bzw. sowjetische Malerin
- 1864: Adolf Sandberger, deutscher Komponist und Musikwissenschaftler
- 1865: Hermann Hirt, deutscher Indogermanist
- 1868: Théodore Steeg, französischer Politiker
- 1874: Adolph Ernst Knoch, US-amerikanischer Autor theologischer Schriften und Bibelherausgeber
- 1875: Grace Marie Bareis, US-amerikanische Mathematikerin
- 1875: Mileva Marić, serbische Mathematikerin und erste Ehefrau Albert Einsteins
- 1876ː Lucie Cousturier, französische Malerin, Kunstkritikerin und Schriftstellerin
- 1876: Enrique Pla y Deniel, spanischer Priester, Erzbischof von Toledo und Kardinal
- 1877: Durk van Blom, niederländischer Ökonom
- 1879: Emilie Gourd, Schweizer Frauenrechtlerin
- 1879: Beals Wright, US-amerikanischer Tennisspieler
- 1880: Abhakara Kiartiwongse, siamesischer Admiral, Prinz und Mediziner
- 1882: Walter Braunfels, deutscher Komponist und Pianist
- 1882: Ralph DePalma, US-amerikanischer Motorrad- und Automobilrennfahrer
- 1882: Bronisław Huberman, polnischer Violinist
- 1883: Guido Gozzano, italienischer Dichter
- 1884: Gaston Aumoitte, französischer Krocketspieler
- 1884: Antonín Zápotocký, tschechoslowakischer Politiker
- 1886: Matthias Gelzer, Schweizer Althistoriker
- 1886: Ángel Herrera Oria, spanischer Rechtsanwalt, Politiker und Theologe, Bischof von Málaga und Kardinal
- 1887: August Abel, deutscher Politiker und Journalist
- 1888: Gustav Gundelach, deutscher Politiker, MdL, MdB, Widerstandskämpfer gegen den Nationalsozialismus
- 1888: Fritz Reiner, US-amerikanischer Dirigent
- 1889: Eduard Hiiop, estnischer Eiskunstläufer und Leichtathlet
- 1891: Philipp Keller, deutscher Arzt und Schriftsteller
- 1891: Edward Raczyński, polnischer Diplomat und Politiker
- 1891: Carl Schneider, deutscher Psychiater
- 1894: Paul Dessau, deutscher Komponist und Dirigent
- 1896: Enrico Rastelli, italienischer Jongleur
- 1896: Wilhelm Webels, deutscher Arzt, Maler und Bildhauer
- 1897: Dajos Béla, russischer Geiger und Tanzkapellenleiter
- 1898: Jean Lallemand, kanadischer Mäzen
- 1898: Piet van Wijngaarden, niederländischer Motorradrennfahrer
- 1899: Barbette, US-amerikanischer Trapezkünstler
- 1900: Johannes Kirschweng, deutscher katholischer Priester und Schriftsteller
- 1900: Géza von Cziffra, österreichischer Filmregisseur

### 20. Jahrhundert

#### 1901–1925
- 1901: Kurt Friedrich, deutscher Motorradrennfahrer
- 1901: Rudolf Hell, deutscher Erfinder
- 1901: Dimitar Nenow, bulgarischer Komponist
- 1902: Frances Ellen Baker, US-amerikanische Mathematikerin
- 1902: Franz Inselkammer, deutscher Unternehmer und Inhaber der Brauerei Aying
- 1902: Ralph Richardson, britischer Schauspieler
- 1903ː Margit Gutmann, deutsche Lehrerin und Opfer des Holocaust
- 1903: George Davis Snell, US-amerikanischer Mediziner, Nobelpreisträger
- 1905: Giovanni Lurani, italienischer Automobildesigner und Rennfahrer
- 1906: Leonid Iljitsch Breschnew, Parteichef der KPdSU, Staatschef und vierfacher Held der Sowjetunion
- 1907: Vasja Pirc, slowenischer Schachspieler
- 1907: Fried Walter, deutscher Komponist
- 1908: Yvette Cauchois, französische Physikerin
- 1908: Gisèle Freund, deutsch-französische Fotografin und Fotohistorikerin
- 1909: Edwin B. Astwood, US-amerikanischer Endokrinologe
- 1910: Jean Genet, französischer Romanautor, Dramatiker und Poet
- 1910: Ruthild Hahne, deutsche Bildhauerin
- 1910: José Lezama Lima, kubanischer Schriftsteller
- 1912: Rudolf Meimberg, deutscher Wirtschaftswissenschaftler und Hochschullehrer
- 1913: Juan Landázuri Ricketts, kolumbianischer Geistlicher, Erzbischof von Lima und Kardinal
- 1913: Annemarie Sörensen, deutsche Schauspielerin
- 1914: Franz Josef Attems-Petzenstein, österreichischer Generalmajor
- 1915: Édith Piaf, französische Chansonsängerin
- 1916: Jack Charles Stanmore Agazarian, britischer Agent
- 1916: Elisabeth Noelle-Neumann, deutsche Meinungsforscherin
- 1917: Chucho Martínez Gil, mexikanischer Sänger und Komponist
- 1918: Professor Longhair, US-amerikanischer Musiker, Sänger und Songschreiber
- 1919: Edda Seippel, deutsche Schauspielerin
- 1920: Rudolf Amthauer, deutscher Psychologe
- 1920: Trygve Brudevold, norwegischer Bobsportler und Unternehmer
- 1920: Little Jimmy Dickens, US-amerikanischer Country-Sänger
- 1921: Noel George Butlin, australischer Wirtschaftswissenschaftler und -historiker
- 1921: Anne Golon, französische Schriftstellerin (Angélique)
- 1921: Christian Kipfer, Schweizer Turner
- 1921: Ludvík Podéšt, tschechischer Komponist
- 1922: Walter Höllerer, deutscher Germanistikprofessor und Literat
- 1923: Gordon Jackson, schottischer Schauspieler
- 1924: Victor Fenigstein, Schweizer Komponist und Klavierpädagoge
- 1924: Michel Tournier, französischer Schriftsteller
- 1925ː Marilene von Bethmann, deutsche Schauspielerin
- 1925: Rabah Bitat, algerischer Präsident
- 1925: Tankred Dorst, deutscher Dramatiker
- 1925: Jacques Fatton, Schweizer Fußballspieler
- 1925ː Tana Schanzara, deutsche Schauspielerin
- 1925: Papa Molina, dominikanischer Komponist

#### 1926–1950
- 1926: Gustavo Arcos, kubanischer Dissident
- 1926: Abdulwahab Al-Bayyati, irakischer Dichter
- 1926: Eckart Dux, deutscher Schauspieler und Synchronsprecher
- 1926: Hans Henn, deutscher Bobfahrer
- 1926: Bobby Layne, US-amerikanischer American-Football-Spieler
- 1927: James Booth, britischer Schauspieler
- 1927: Paul Guers, französischer Schauspieler
- 1927: Nikolaj Kocvár, Metropolit von Tschechien und der Slowakei
- 1928: Nikolaus Arndt, deutscher Architekt, Historiker und Kommunalpolitiker
- 1928: Herbert Bötticher, deutscher Schauspieler
- 1929: Bob Brookmeyer, US-amerikanischer Jazz-Musiker
- 1929: Lorenzo Buffon, italienischer Fußballspieler
- 1929: Pentti Hämäläinen, finnischer Boxer
- 1929: Hans Hubberten, deutscher Drehbuchautor
- 1929: Paul Nizon, Schweizer Schriftsteller
- 1930: Andreas Baltes, deutscher Politiker, MdB
- 1930: Miloslav Stingl, tschechischer Ethnologe und Sachbuchautor
- 1930: Georg Stollenwerk, deutscher Fußballspieler und Trainer
- 1931: Christine Laszar, deutsche Schauspielerin
- 1932: Rainer Bertram, deutscher Schlagersänger

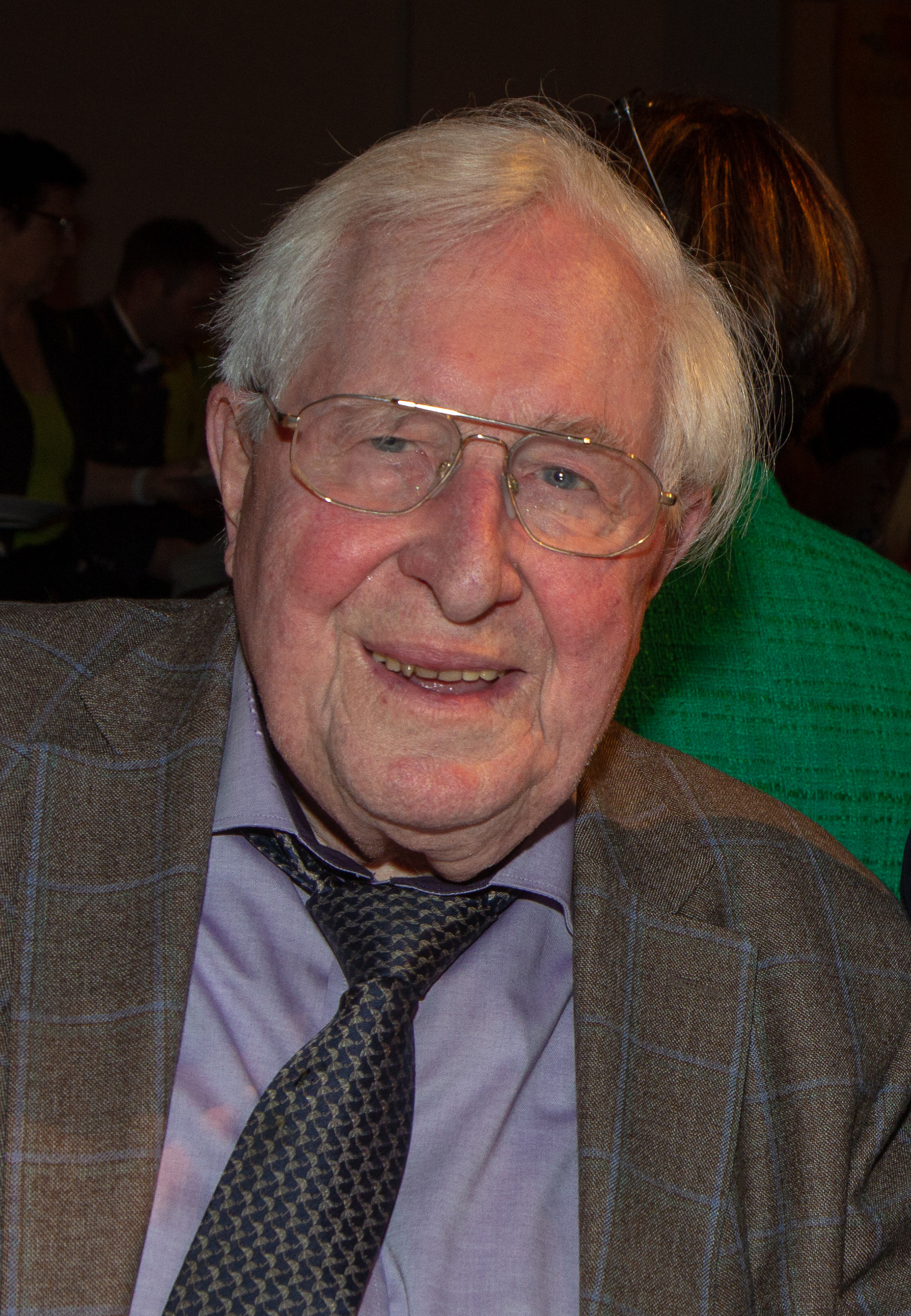
Bernhard Vogel (* 1932)

- Bernhard Vogel (* 1932)1932: Bernhard Vogel, deutscher Politiker, MdL, Ministerpräsident

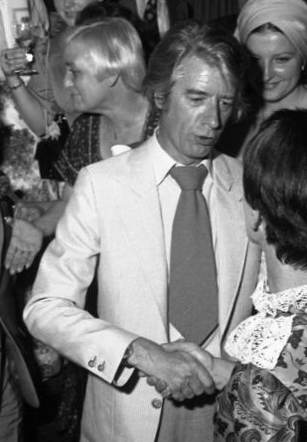
Rudi Carrell (* 1934)

- 1933: Erich Eder de Lastra, österreichischer Komponist
- 1933: Ruth Millikan, US-amerikanische Philosophin
- 1933: Antoni Tołkaczewski, polnischer Schwimmer
- 1934: Rudi Carrell, niederländischer Showmaster
- 1934: Pratibha Patil, indische Rechtsanwältin und Staatspräsidentin
- 1935: Karl-Hans Arndt, deutscher Arzt, Chirurg und Sportmediziner
- 1935: Syd Field, US-amerikanischer Sachbuchautor
- 1935: Eduard Lasarew, moldauischer Komponist russischer Herkunft
- 1935: Robert H. Purcell, US-amerikanischer Mediziner
- 1936: Friedel Elting, deutscher Fußballtrainer
- 1936: Remy A. Presas, philippinischer Kampfkunst-Trainer
- 1937: Wolfgang Höflinger, deutscher Fußballspieler
- 1937: Miltscho Lewiew, US-amerikanischer Jazzpianist, Komponist und Arrangeur bulgarischer Herkunft
- 1937: Barry Mazur, US-amerikanischer Mathematiker
- 1938: Irmgard Abs-Wurmbach, deutsche Mineralogin
- 1938: Eric Hänni, Schweizer Judoka
- 1938: Karel Svoboda, tschechischer Komponist
- 1938: Heinrich August Winkler, deutscher Historiker
- 1939: Hubert Knobloch, deutscher Sportjournalist und -reporter
- 1939: Dieter Zimmer, deutscher Fernsehjournalist und Schriftsteller
- 1940: Phil Ochs, US-amerikanischer Sänger und Songschreiber
- 1941: Maurice White, US-amerikanischer Musiker und Komponist, Gründer der Band Earth, Wind and Fire
- 1942: Cyril Grandet, französischer Autorennfahrer
- 1942: Heinz Stangl, österreichischer Maler und Grafiker
- 1943: Hans Achatz, österreichischer Politiker und Richter
- 1944: Rüdiger vom Bruch, deutscher Neuzeithistoriker
- 1944: Josef Gassner, liechtensteinischer Skirennläufer
- 1944: Richard Leakey, kenianischer Paläoanthropologe
- 1944: Alvin Lee, britischer Musiker, Sänger und Songschreiber
- 1944: Heinz-Günter Prager, deutscher Bildhauer
- 1943: Fərəc Qarayev, aserbaidschanischer Komponist
- 1945: Trevor Manning, neuseeländischer Hockeyspieler
- 1945: Antoine Salamin, Schweizer Architekt und Autorennfahrer
- 1946: Jean-Christophe Mitterrand, französischer Präsidentensohn und Berater
- 1946: Werner Pfirter, Schweizer Motorradrennfahrer
- 1946: Laurent Ferrier, Schweizer Unternehmer und Autorennfahrer
- 1946: Robert Urich, US-amerikanischer Schauspieler
- 1947: Jimmy Bain, britischer Bassist
- 1947: Jean-Louis Florentz, französischer Komponist
- 1947: Janie Fricke, US-amerikanische Country-Sängerin
- 1948: Reinhard Rietzke, deutscher Fußballspieler
- 1948: Peter Welnhofer, deutscher Politiker, MdL
- 1949: Hans-Josef Kapellmann, deutscher Fußballspieler
- 1950: Hans-Jürgen Andexer, deutscher Fußballspieler
- 1950: Habiba Bouhamed Chaabouni, tunesische Ärztin und Humangenetikerin
- 1950: Walter Frosch, deutscher Fußballspieler
- 1950: Jürgen Fuchs, deutscher Schriftsteller und Bürgerrechtler in der DDR
- 1950: Imerio Testori, italienischer Motorradrennfahrer

#### 1951–1975
- 1951: Celso Dayrit, philippinischer Fechter und Sportfunktionär
- 1951: Anette Rückes, deutsche Leichtathletin, Olympiamedaillengewinnerin
- 1952: Paul-Siméon Ahouanan Djro, ivorischer Priester und Erzbischof
- 1952: Peter Stephan Jungk, US-amerikanischer deutschsprachiger Schriftsteller
- 1954: Oswald Metzger, deutscher Politiker, MdB, Publizist
- 1954: Heinz Sichrovsky, österreichischer Kulturjournalist
- 1955: Robin Donovan, britischer Autorennfahrer
- 1955: Manfred Koch, deutscher Literaturwissenschaftler und Autor
- 1955: Thaisa Storchi-Bergmann, brasilianische Astrophysikerin
- 1956: Masami Akita, japanischer Japanoise-Musiker und Autor
- 1956: Jens Fink-Jensen, dänischer Autor
- 1957: Olaf Bär, deutscher Sänger
- 1957: Cyril Collard, französischer Regisseur
- 1957: Michael E. Fossum, US-amerikanischer Astronaut
- 1957: Eric Marienthal, US-amerikanischer Saxophonist
- 1957: Kevin McHale, US-amerikanischer Basketballspieler
- 1957: Burkhard Schröder, deutscher Basketballspieler
- 1958: José Aguilar Pulsán, kubanischer Boxer
- 1958: Limahl, britischer Sänger und Songschreiber
- 1959: Dirk Schnell, deutscher Handballspieler
- 1959: Michael Tönnies, deutscher Fußballspieler und -trainer
- 1961: Eric Allin Cornell, US-amerikanischer Physiker und Nobelpreisträger
- 1961: Claude-Yves Gosselin, französischer Autorennfahrer und Unternehmer
- 1961: Reggie White, US-amerikanischer American-Football-Spieler
- 1962: Klaus-Dieter von der Weiden, deutscher Jurist
- 1962: Markus Weise, deutscher Feldhockeytrainer
- 1963: Jennifer Beals, US-amerikanische Schauspielerin
- 1963: Cristina Marcos, spanische Schauspielerin
- 1963: Bettina Redlich, österreichische Schauspielerin und Synchronsprecherin

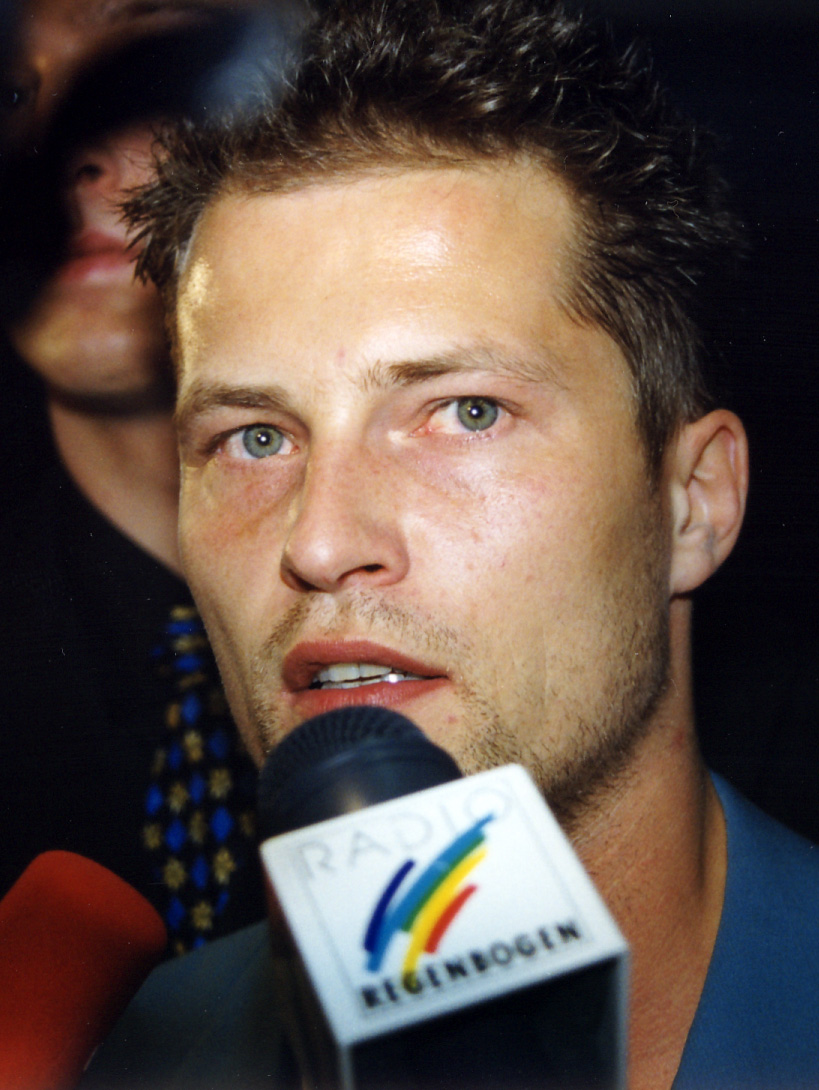
Til Schweiger (* 1963)

- 1963: Til Schweiger, deutscher Schauspieler und Produzent
- 1963: Manfred Zehender, österreichischer Tänzer
- 1964: Dietmar Arnold, deutscher Autor
- 1964: Ben Becker, deutscher Schauspieler
- 1964: Thomas Brussig, deutscher Schriftsteller und Drehbuchautor
- 1964: Béatrice Dalle, französische Schauspielerin
- 1964: Randall McDaniel, US-amerikanischer American-Football-Spieler
- 1964: Arvydas Sabonis, litauischer Basketballspieler
- 1965: Andreas Zaron, deutscher Musicaldarsteller, Sänger und Texter

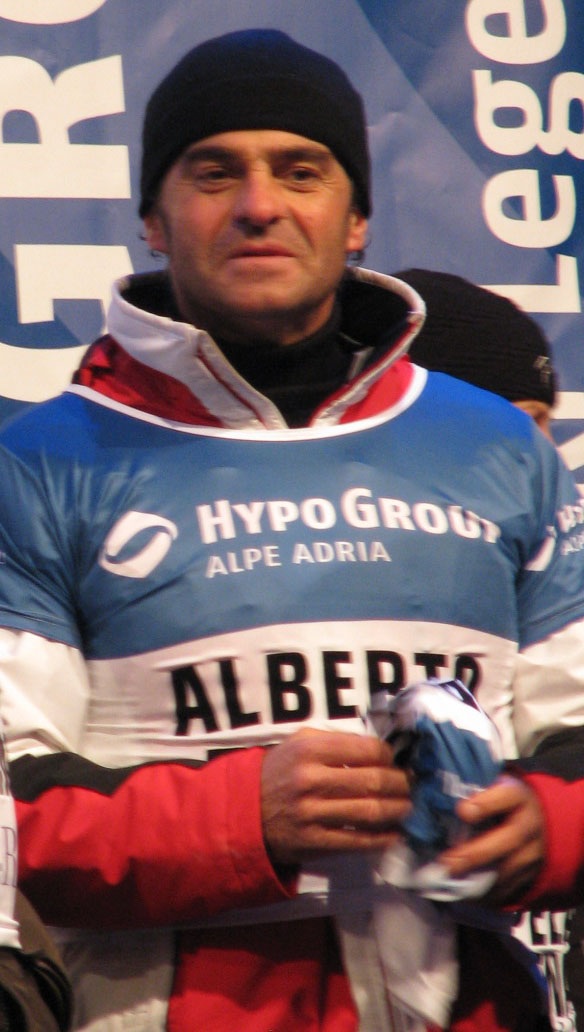
Alberto Tomba (* 1966)

- 1966: Alberto Tomba, italienischer Skirennfahrer
- 1967: Criss Angel, US-amerikanischer Zauberkünstler und Musiker
- 1967: Charles Austin, US-amerikanischer Leichtathlet
- 1967: Melanie Doane, kanadische Singer-Songwriterin
- 1967: Jens Lehmann, deutscher Radsportler
- 1967: Rebecca Saunders, britische Komponistin
- 1967: Michael Wolf, deutscher Filmschauspieler
- 1968: Jennifer Dore, ehemalige US-amerikanische Ruderin
- 1968: Kristina Keneally, australische Politikerin
- 1968: Matthias Miersch, deutscher Politiker, Generalsekretär der SPD
- 1969: Lucilla Andreucci, italienische Langstreckenläuferin
- 1969: Ina Justh, deutsche Ruderin
- 1969: Aziza Mustafa Zadeh, aserbaidschanische Komponistin, Pianistin und Sängerin
- 1969: Kristy Swanson, US-amerikanische Schauspielerin
- 1970: Tyson Beckford, US-amerikanisches Model, Schauspieler und Fernsehmoderator
- 1970: Funda Gür, deutsche politische Beamtin
- 1970: Ursina Lardi, Schweizer Schauspielerin
- 1971: Tristan Egolf, US-amerikanischer Schriftsteller und Musiker

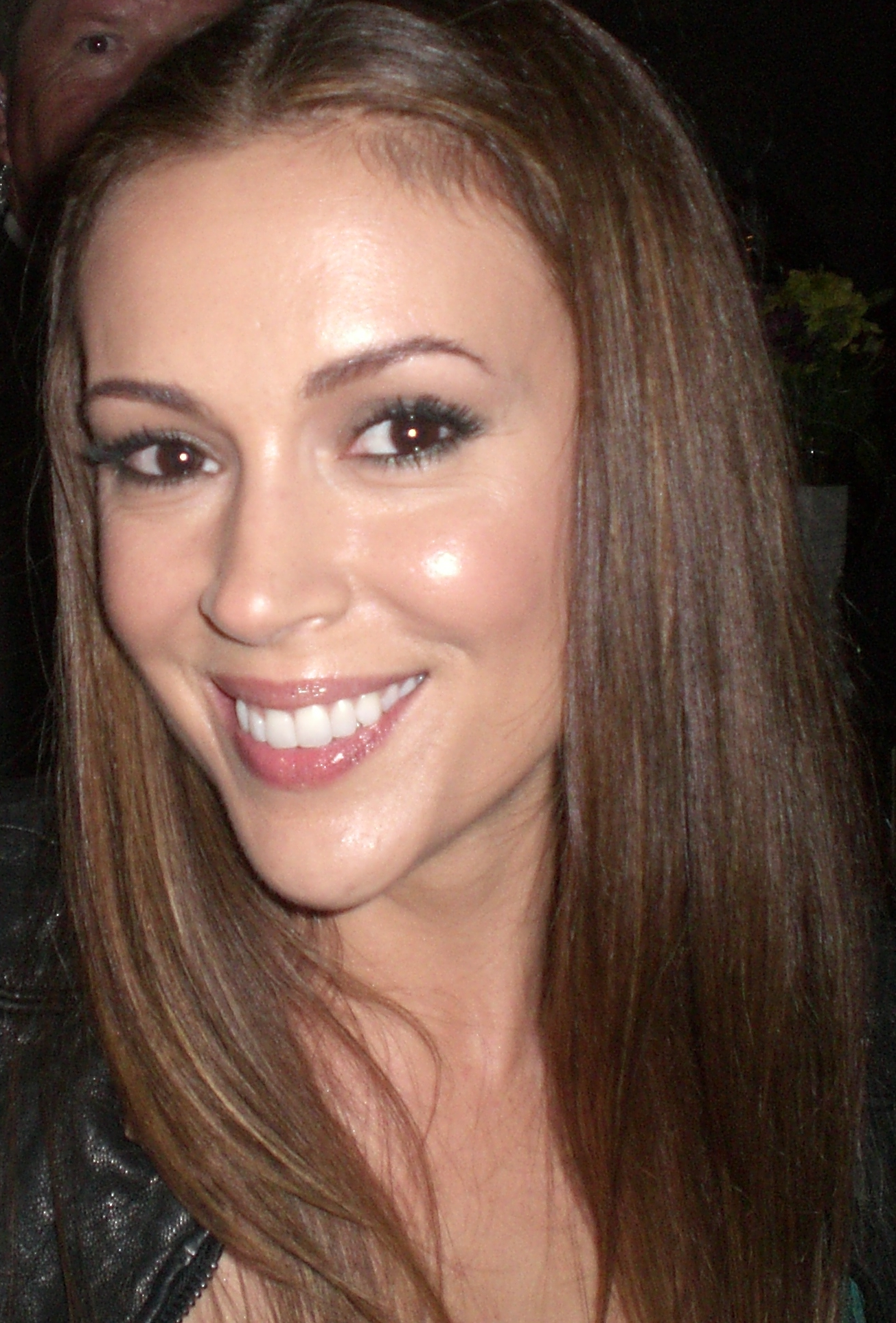
Alyssa Milano (* 1972)

- 1972: Alyssa Milano, US-amerikanische Schauspielerin, Produzentin und Sängerin
- 1972: Corinna Milborn, österreichische Journalistin
- 1972: Warren Sapp, US-amerikanischer American-Football-Spieler
- 1973: Takashi Sorimachi, japanischer Fernsehschauspieler und Sänger
- 1974: Evgenia Grekova, russisch-deutsche Opern- und Konzertsängerin
- 1974: Hannes Kopf, deutscher Jurist
- 1974: Jake Plummer, ehemaliger US-amerikanischer American-Football-Spieler
- 1974: Alexander Zuckowski, deutscher Songwriter und Komponist
- 1975: Gerhard Anger, deutscher Politiker
- 1975: Winarni Binti Slamet, indonesische Gewichtheberin
- 1975: Brandon Sanderson, US-amerikanischer Fantasy-Autor

#### 1976–2000
- 1976: Bindu De Stoppani, indische Schauspielerin
- 1976: Jörg Bitzigeio, deutscher Tischtennisspieler und -trainer
- 1977: Arzu Bazman, deutsche Schauspielerin
- 1977: Samy Deluxe, deutscher Rapper
- 1977: Seraina Rohrer, Schweizer Filmwissenschaftlerin und Publizistin, Direktorin der Solothurner Filmtage
- 1977: Elisa Toffoli, italienische Sängerin und Songwriterin
- 1978: Nicolas Fritsch, französischer Radrennfahrer
- 1978: Víctor Rubén López, argentinischer Fußballspieler
- 1978: Katharina Lorenz, deutsche Schauspielerin
- 1978: Chantal Meek, australische Flachwasserkanutin
- 1979: Britta Andersen, dänische Badmintonspielerin
- 1979: Nikolai Bury, deutscher Filmschauspieler
- 1979: Gareth Williams, walisischer Rugbyspieler
- 1980: Thomas Borenitsch, österreichischer Fußballspieler
- 1980: Jake Gyllenhaal, US-amerikanischer Schauspieler
- 1980: Daniel Pankofer, deutscher Handballspieler
- 1980: Diego Ruiz, argentinischer Fußballspieler
- 1981: Hubert Auer, österreichischer Fußballspieler
- 1981: Richard Hounslow, britischer Kanute
- 1982: Tamilla Raschidowna Abassowa, russische Bahnradsportlerin
- 1982: Tero Pitkämäki, finnischer Speerwerfer
- 1983: Mario Kienzl, österreichischer Fußballspieler
- 1983ː Beate Ritter, österreichische Opernsängerin
- 1984: Mariko Asabuki, japanische Schriftstellerin
- 1984: Dominik Reinhardt, deutscher Fußballspieler
- 1985: Gary Cahill, englischer Fußballspieler
- 1985: Matthias Glarner, Schweizer Schwinger
- 1985: Neil Kilkenny, australischer Fußballspieler
- 1985: Stefan Kneer, deutscher Handballspieler und -trainer
- 1985: Lady Sovereign, britische Rapperin
- 1986: Dale Appleby, britischer Straßenradrennfahrer
- 1986: Ryan Babel, niederländischer Fußballspieler
- 1986: Zuzana Hejnová, tschechische Leichtathletin
- 1986: Saskia Lang, deutsche Handballspielerin
- 1986: Ken Reichel, deutscher Fußballspieler
- 1987: Shūko Aoyama, japanische Tennisspielerin
- 1987: Karim Benzema, französischer Fußballspieler
- 1987: Bastian Molecz, österreichischer Handballspieler
- 1988: Paulina Gretzky, US-amerikanisch-kanadische Sängerin, Model und Schauspielerin
- 1988: Niklas Landin Jacobsen, dänischer Handballspieler
- 1988: Alexis Sánchez, chilenischer Fußballspieler
- 1988: Moritz von Treuenfels, deutscher Schauspieler
- 1989: Ronald Auderset, schweizerischer Skeletonpilot
- 1989: Kristin Bohm, deutsche Schauspielerin
- 1989: Joseph Konrad Bundschuh, deutscher Schauspieler

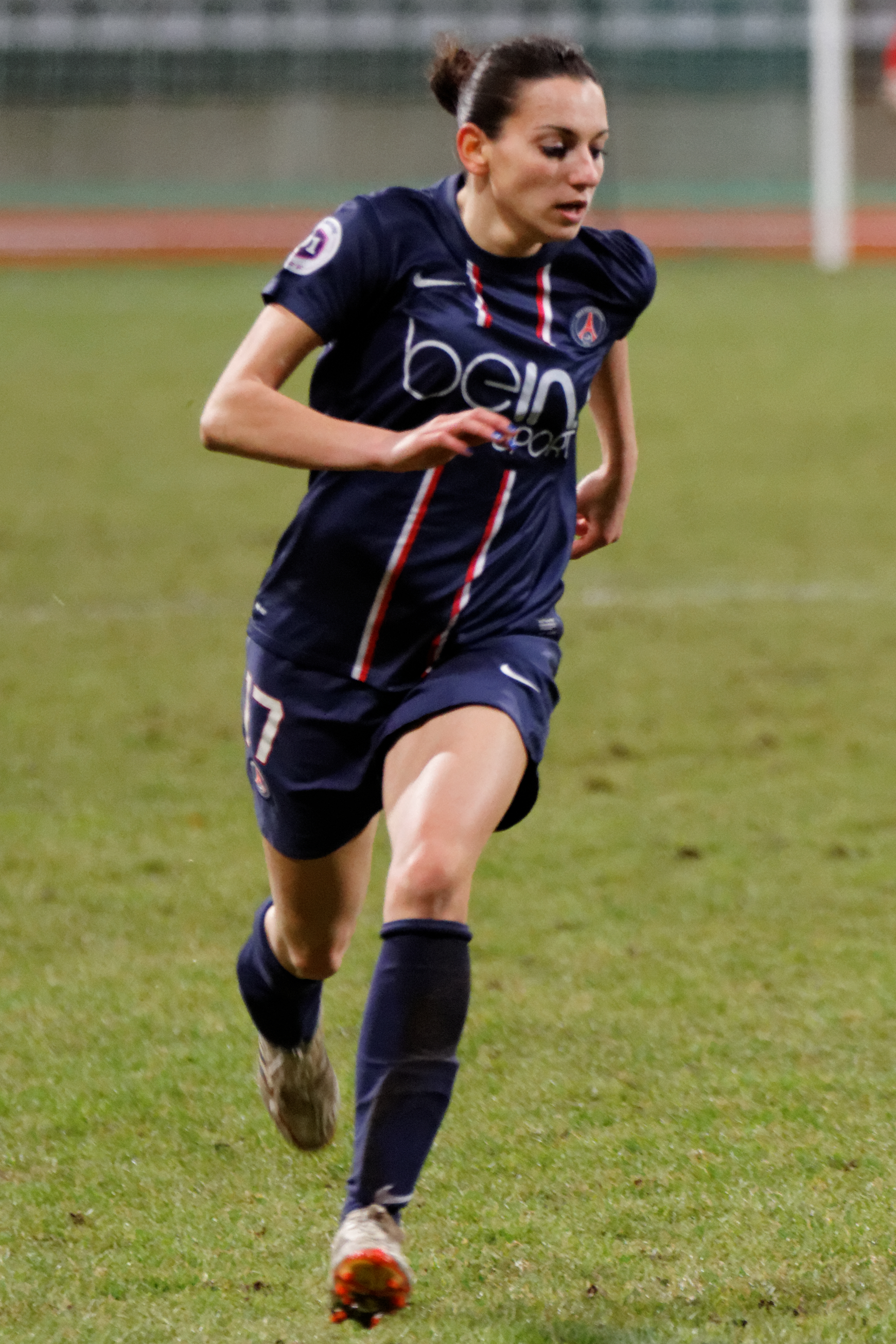
Aurélie Kaci (* 1989)

- 1989: Aurélie Kaci, französische Fußballspielerin
- 1989: Christopher Reinhardt, deutscher Schauspieler
- 1990: Sally Fitzgibbons, australische Surferin
- 1990: Jenna Thiam, belgische Schauspielerin
- 1991: Declan Galbraith, britischer Sänger
- 1991: Christ Kasela Mbona, deutsch-kongolesischer Fußballspieler
- 1992: Bright Christopher Addae, ghanaischer Fußballspieler
- 1992: Iker Muniain, spanischer Fußballspieler
- 1993: Leonardo Bittencourt, deutscher Fußballspieler
- 1994: Estelle Balet,  Schweizer Freeride-Sportlerin
- 1994: Axel Esteve, andorranischer Skirennläufer
- 1994: Nathan Evans, schottischer Folksänger

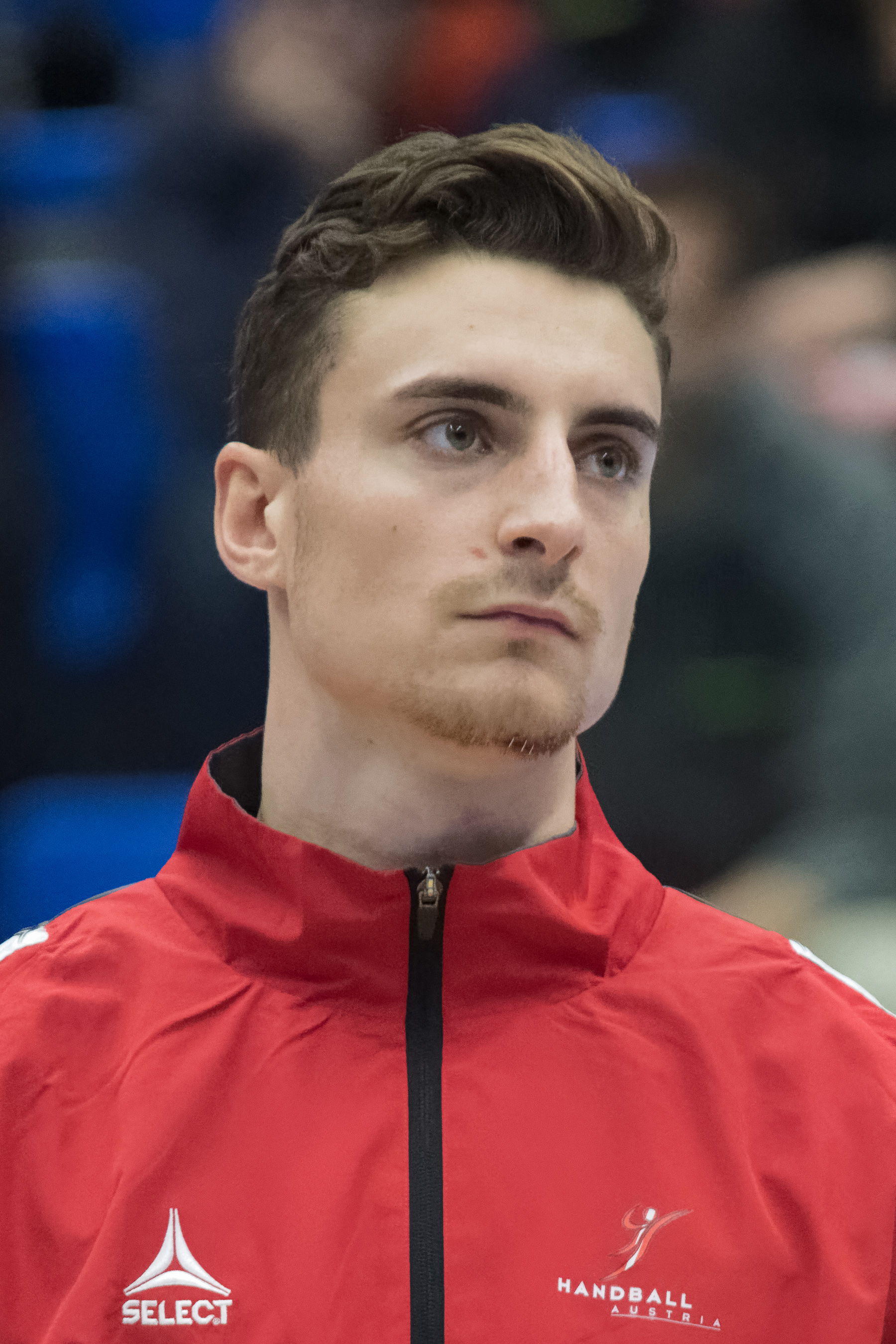
Lukas Herburger (* 1994)

- 1994: Lukas Herburger, österreichischer Handballspieler
- 1994: M’Baye Niang, senegalesisch-französischer Fußballspieler
- 1995: Mirnes Pepić, deutsch-montenegrinischer Fußballspieler
- 1996: Felix Auböck, österreichischer Schwimmer
- 1996: Mouctar Diakhaby, französischer Fußballspieler
- 1996: Diede de Groot, niederländische Rollstuhltennisspielerin
- 1997: Matheus Henrique, brasilianischer Fußballspieler
- 1997: Alex Insam, italienischer Skispringer

## Gestorben

### Vor dem 16. Jahrhundert
- 0211: Geta, römischer Kaiser
- 0401: Anastasius I., Papst
- 1075: Edith von Wessex, Königin von England
- 1111: al-Ghazālī, persischer islamischer Theologe, Philosoph und sufistischer Mystiker
- 1111: Agnes, Herzogin von Zähringen
- 1200: Roland, Lord of Galloway, schottischer Magnat
- 1266: Ruprecht von Querfurt, Erzbischof von Magdeburg
- 1313: Kraft I. von Hohenlohe-Weikersheim, fränkischer Ritter und Edelmann
- 1325 oder 1327: Agnes, französische Prinzessin
- 1370: Urban V., Papst
- 1385: Bernabò Visconti, Herrscher von Mailand
- 1442: Elisabeth von Luxemburg, Tochter des Kaisers Sigismund
- 1475: Ludwig I. von Luxemburg, Graf von Saint-Pol, Brienne, Conversano und Ligny und Herzog von Guise, Connétable von Frankreich
- 1494: Matteo Maria Boiardo, italienischer Dichter

### 16. bis 18. Jahrhundert
- 1562: Jacques d’Albon, Seigneur de Saint-André, Marschall von Frankreich
- 1562: François II. de Clèves, Herzog von Nevers, Graf von Rethel und Eu
- 1566: Luis Hurtado de Mendoza y Pacheco, Vizekönig von Navarra, Vorsitzender des Indienrates und des Rates von Kastilien
- 1578: Ambrosius Aigen, Schweizer Kaufmann und Bürgermeister
- 1585: Wenzel Jamnitzer, Nürnberger Goldschmied, Kupferstecher und Stempelschneider
- 1618: Willem Amsinck, niederländisch-deutscher Kaufmann und Hamburger Hanseat
- 1623: Heinrich Brockes I., Lübecker Bürgermeister
- 1625: Dorothea Augusta von Braunschweig-Wolfenbüttel, Äbtissin des Stiftes Gandersheim
- 1635: Ehrengard von Isenburg, Gräfin von Hanau-Münzenberg-Schwarzenfels
- 1636: Christine von Lothringen, Großherzogin der Toskana
- 1649: Federigo Savelli, kaiserlicher Feldherr und Diplomat
- 1658: Johann Bergius, deutscher reformierter Theologe
- 1659: Anna Sophia, Prinzessin von Brandenburg, Herzogin zu Braunschweig und Lüneburg und Fürstin von Braunschweig-Wolfenbüttel
- 1672: Dorothea Diana von Salm, Gräfin von Hanau-Lichtenberg
- 1676: Adolf von Nassau-Schaumburg, Begründer der kurzlebigen Line Nassau-Schaumburg
- 1682: Maria Grießer, Opfer der Hexenverfolgung in Lauchringen
- 1690: Gustav Düben, schwedischer Hofkapellmeister, Organist und Komponist
- 1711: Đorđe Branković, siebenbürgischer Graf und Gesandter
- 1711: Philipp Wilhelm, Markgraf von Brandenburg-Schwedt und Statthalter von Magdeburg
- 1711: Christoph Vitzthum von Eckstädt, kursächsischer Kammerherr und Rittmeister
- 1714: Johann von Reutern, Ratsherr in Riga
- 1714: Johann Stridbeck der Jüngere, deutscher Zeichner, Kupferstecher und Verleger
- 1722: John Covel, englischer Geistlicher
- 1737: Jakob Louis Heinrich Sobieski, Kronprinz von Polen
- 1741: Vitus Bering, dänisch-russischer Marineoffizier und Entdecker
- 1742ː Francisca Good, Schweizer Oberin des Kapuzinerinnenklosters in Altstätten, SG
- 1742: Johann Michael Senckeisen, Leipziger Architekt und Baumeister
- 1744: Georg Olivier von Wallis, österreichischer General
- 1745: Jean-Baptiste van Loo, französischer Maler
- 1747: Johann Zacharias Platner, sächsischer Mediziner
- 1749: Francesco Antonio Bonporti, italienischer Priester und Komponist
- 1751: Balthasar Gerhard Hanneken, deutscher evangelisch-lutherischer Geistlicher, Hauptpastor am Lübecker Dom und Senior
- 1751: Louise von Großbritannien, Irland und Hannover, Königin von Dänemark und Norwegen
- 1754: Georg Anton Gumpp, österreichischer Baumeister
- 1761: Johann Martin Wenck, deutscher Lehrer und Bibliothekar
- 1764: Johann Zacharias Richter, Leipziger Rats- und Handelsherr
- 1785: Gian Pietro Riva, Schweizer Schulleiter und Übersetzer
- 1788: Juan Bautista de Anza, spanischer Entdecker
- 1795: Tyge Rothe, dänischer Schriftsteller

### 19. Jahrhundert
- 1807: Friedrich Melchior Grimm, deutscher Schriftsteller und Diplomat
- 1810: Roman Anton Boos, deutscher Bildhauer
- 1812: Konrad Wilhelm Ledderhose, deutscher Jurist
- 1813: August Friedrich Karl von Ziegesar, deutscher Kanzler und Generallandschaftsdirektor
- 1815: Benjamin Smith Barton, US-amerikanischer Botaniker
- 1824: Dorothea Pichelt, deutsche Soldatin in den Befreiungskriegen
- 1839: Meinrad Amann, österreichischer Abt des Stifts St. Paul
- 1848: Emily Brontë, britische Schriftstellerin
- 1851: William Turner, britischer Maler
- 1852: Johann Georg Henle, deutscher Rotgerbermeister und Stifter
- 1853: Adolf Heinrich Schletter, deutscher Seidenwarenhändler, Konsul und Stifter
- 1857: Johann Daniel Elster, deutscher Musikprofessor und Chorleiter
- 1858: Emma Wanda von Arbter, österreichische Schriftstellerin
- 1859: Mirabeau B. Lamar, US-amerikanischer Politiker, Botschafter und Präsident der Republik Texas
- 1860: Konstantin Sergejewitsch Aksakow, russischer Schriftsteller
- 1865: Gustav Hülsenberg, Hamburger Weinhändler und Abgeordneter
- 1867: Jean-Georges Kastner, französischer Komponist  und Musikschriftsteller
- 1876ː Margaret Claudia Brevoort, US-amerikanische Bergsteigerin
- 1878: Bayard Taylor, US-amerikanischer Autor
- 1880: Maximilian Heinrich Rüder, deutscher Jurist und Politiker, Mitglied der Frankfurter Nationalversammlung
- 1889: Heinrich Rieter, Schweizer Industrieller und Politiker
- 1896: Johann Anton Wilhelm von Carstenn, deutscher Unternehmer und Stadtplaner
- 1897: Jacobus Isaac Doedes, niederländischer reformierter Theologe

### 20. Jahrhundert

#### 1901–1950
- 1908: Hermann Wildpret, Schweizer Gärtner und Botaniker
- 1909: Hermann Burchardt, deutscher Orientreisender und Fotograf
- 1910: Hermann Theodor Waldemar Atzpodien, deutscher Politiker

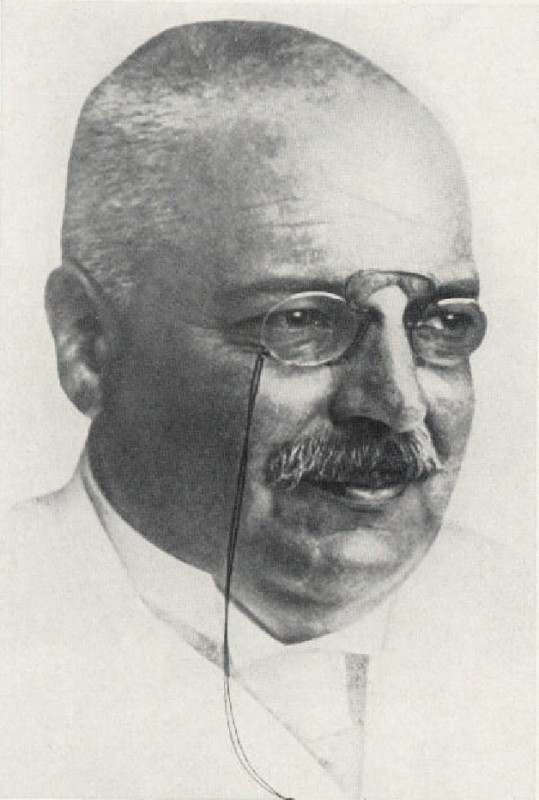
Alois Alzheimer († 1915)

- 1915: Alois Alzheimer, deutscher Psychiater und Neuropathologe (Alzheimer-Krankheit)
- 1916: Guido Henckel von Donnersmarck, schlesischer Industrieller
- 1916: Thibaw Min, König der Konbaung-Dynastie in Birma
- 1917: Anna Magdalena Appel, deutsche Balletttänzerin und Großherzogin
- 1922: Adolf Bennecke, deutscher Gynäkologe und Hochschullehrer
- 1922: Georg von Borries, deutscher Regierungsbeamter
- 1924: Luis Emilio Recabarren, chilenischer kommunistischer Politiker
- 1925: José Ignacio Quintón, puerto-ricanischer Komponist und Pianist
- 1926: Paul Preuß, deutscher Botaniker und Forschungsreisender
- 1930: Conrad Willgerodt, deutscher Chemiker
- 1934: Arria Ly, französische Feministin
- 1934: Françis Planté, französischer Pianist
- 1935: James Buchanan Aurig, deutscher Fotograf
- 1935: Leopoldine Kutzel, österreichische Volkssängerin
- 1936: Theodor Wiegand, deutscher Archäologe
- 1941: Carl Bantzer, deutscher Maler des Impressionismus und Kunstschriftsteller
- 1943: Otto Barblan, Schweizer Komponist, Organist und Musikpädagoge
- 1943: Carl Busch, US-amerikanischer Komponist
- 1945: John Amery, britischer Faschist
- 1945: Hermann Andert, deutscher Paläontologe, Geologe und Bankdirektor
- 1945: Paul Christiaan Flu, surinamischer Tropenmediziner
- 1947: Duncan Campbell Scott, kanadischer Lyriker und Erzähler
- 1949: Toni Attenberger, deutscher Filmregisseur, Filmproduzent, Drehbuchautor, Journalist und Schriftsteller

#### 1951–2000
- 1953: Robert Andrews Millikan, US-amerikanischer Physiker und Sachbuchautor, Nobelpreisträger
- 1954: Wiktor Semjonowitsch Abakumow, sowjetischer Funktionär, Minister für Staatssicherheit
- 1954: Adolf Aisch, deutscher Pfarrer und Schriftsteller
- 1954: Frans Gunnar Bengtsson, schwedischer Schriftsteller
- 1955: Herbert von Dirksen, deutscher Diplomat
- 1958: Felix Kwieton, österreichischer Mittel- und Langstreckenläufer
- 1961: Jacques Haller, belgischer Ruderer
- 1962: Friedrich Vordemberge-Gildewart, deutscher Maler
- 1963: Alan Gardiner, britischer Ägyptologe
- 1966: Ehm Welk, deutscher Schriftsteller
- 1967: Harold Holt, australischer Politiker, Premierminister
- 1968: Tiberiu Brediceanu, rumänischer Komponist
- 1968: Bentley Collingwood Hilliam, englischer Sänger, Songwriter, Komponist und Schauspieler
- 1970: Hellmuth von Rabenau, deutscher Marineoffizier und Segelschulleiter
- 1974: Anton Aulke, deutscher Schriftsteller
- 1976: Giuseppe Caselli, italienischer Maler
- 1976: Kurt Lieck, deutscher Schauspieler und Hörspielsprecher

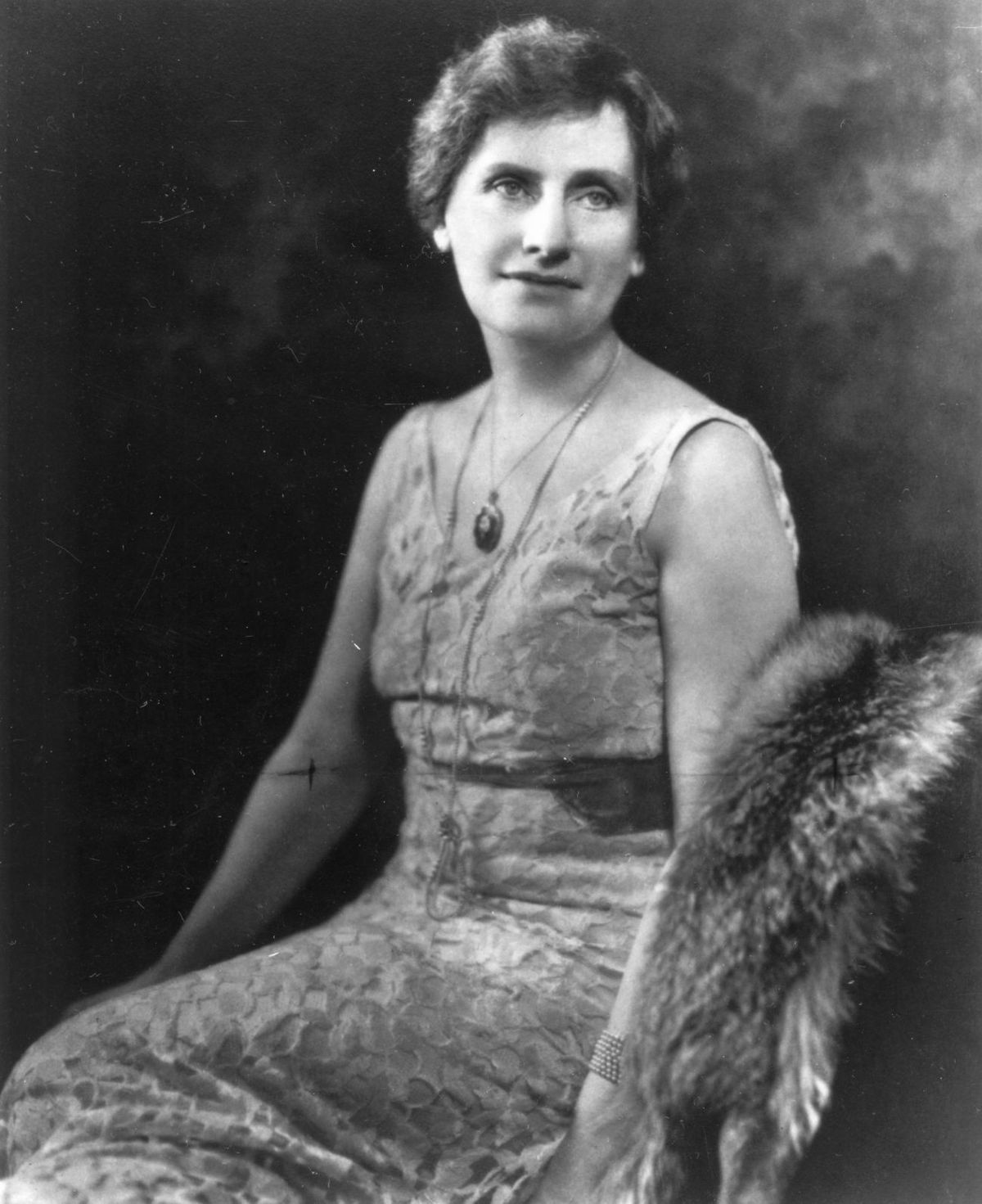
Nellie Tayloe Ross († 1977)

- 1977: Nellie Tayloe Ross, US-amerikanische Politikerin, erste Gouverneurin der USA
- 1977: Jacques Tourneur, US-amerikanischer Regisseur
- 1978: Duncan Lamont, schottischer Schauspieler
- 1979: Nat W. Finston, US-amerikanischer Komponist und Dirigent
- 1979: Hildegard Heise, deutsche Fotografin der Neuen Sachlichkeit
- 1979: Wilhelm Kaisen, deutscher Politiker, MdL, Bremer Senator und Bürgermeister
- 1980: Tarzan Cooper, US-amerikanischer Basketballspieler
- 1982: Jean-Jacques Grunenwald, französischer Organist, Komponist und Musikpädagoge
- 1986: V. C. Andrews, US-amerikanische Schriftstellerin
- 1986: Willy Favre, Schweizer Skirennfahrer
- 1986: Avelar Brandão Vilela, brasilianischer Geistlicher, Erzbischof von São Salvador da Bahia, Kardinal
- 1986: Frank Sels, belgischer Comiczeichner und -autor
- 1987: Bob Adler, US-amerikanischer Schauspieler
- 1987: André de la Varre, Reise-Filmemacher
- 1988: Kurt Grigoleit, deutscher Kameramann
- 1989: Hans Rettenbacher, österreichischer Jazzbassist und -cellist
- 1990: Norbert Dufourcq, französischer Musikhistoriker und Organist
- 1990: Gabrijel Stupica, österreichisch-jugoslawischer Maler
- 1993: Michael Clarke, US-amerikanischer Schlagzeuger
- 1994: Bill Douglass, US-amerikanischer Jazz-Schlagzeuger
- 1996: Ronald Howard, britischer Schauspieler
- 1996: Marcello Mastroianni, italienischer Filmschauspieler
- 1997: Jimmy Rogers, US-amerikanischer Blues-Gitarrist
- 1999: Desmond Llewelyn, britischer Schauspieler
- 2000: Pops Staples, US-amerikanischer Gospel- und R&B-Musiker

### 21. Jahrhundert

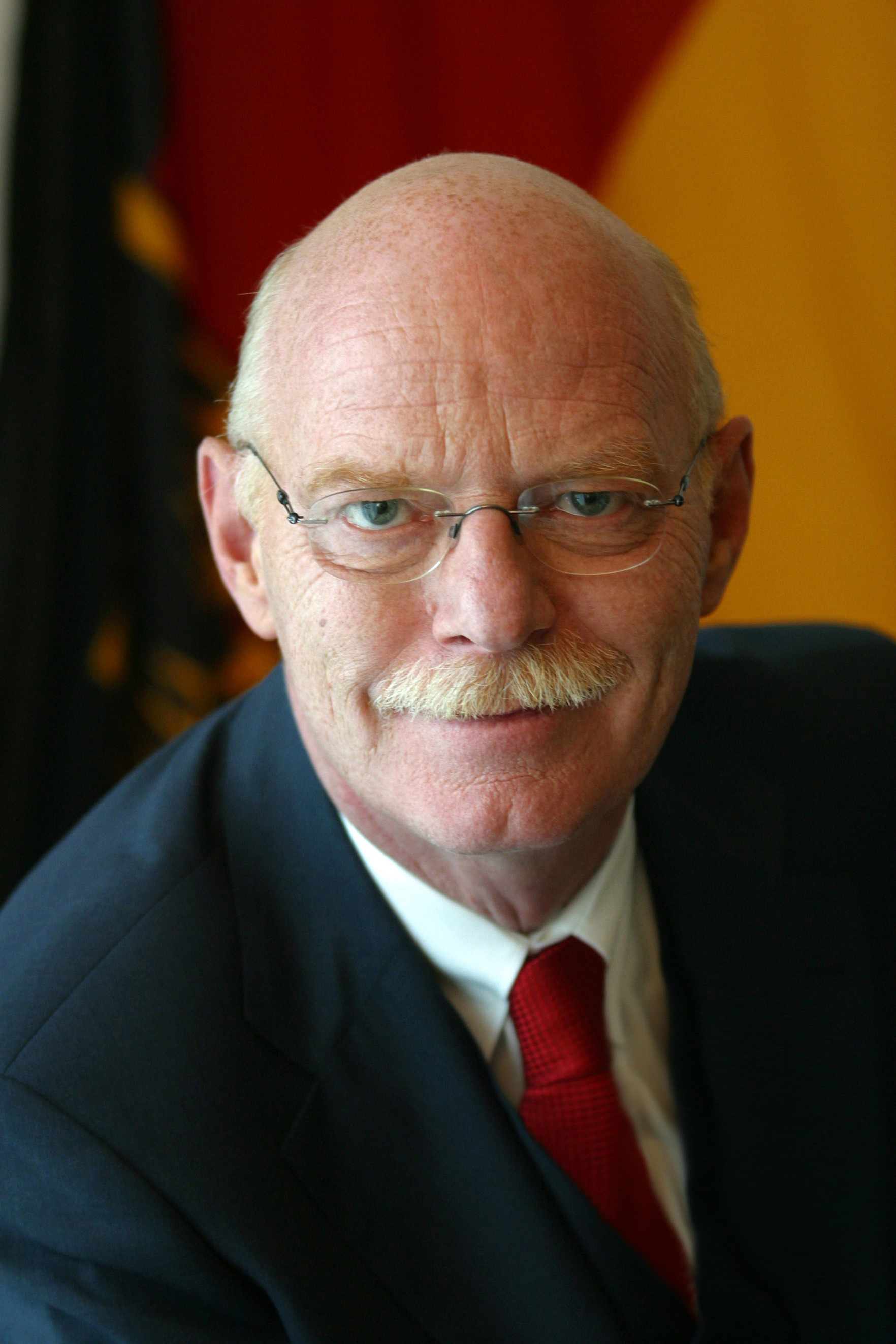
Peter Struck († 2012)

- 2001: Judita Cofman, serbisch-deutsche Mathematikerin
- 2002: Henri Arnoldus, niederländischer Kinderbuchautor
- 2002: Will Hoy, britischer Autorennfahrer
- 2003: Hope Lange, US-amerikanische Schauspielerin
- 2004: Horst Raspe, deutscher Schauspieler
- 2004: Renata Tebaldi, italienische Opernsängerin
- 2007: Willy Sommerfeld, deutscher Stummfilm-Pianist
- 2008: Renate Apitz, deutsche Schriftstellerin
- 2008: Tana Schanzara, deutsche Schauspielerin
- 2008: Sam Tingle, rhodesischer Autorennfahrer
- 2009: Kurt Adel, österreichischer Literatur- und Sprachwissenschaftler
- 2009: Doris Günther, deutsche Unternehmerin und Mäzenin
- 2009: Hossein Ali Montazeri, iranischer Großajatollah und Regimekritiker
- 2009: Kim Peek, US-amerikanischer Inselbegabter
- 2009: Peter Sadler, britischer Autorennfahrer
- 2010: Reinhold Amonat, deutscher Politiker, MdA

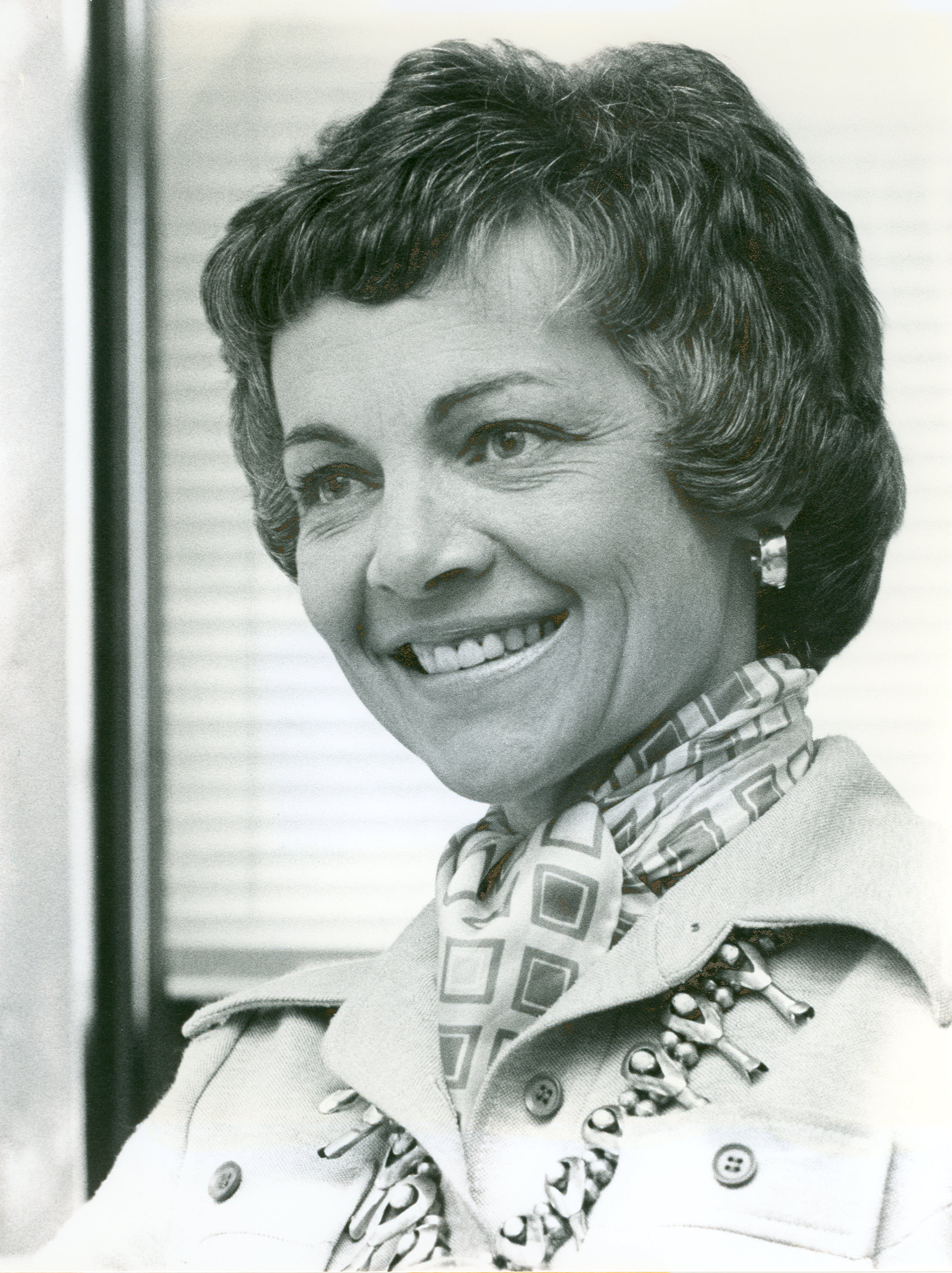
Martha Keys († 2024)

- 2010: Axel G. Schmidt, deutscher Wirtschaftswissenschaftler
- 2011ː Marianne Bockelkamp, deutsche Germanistin, Editionswissenschaftlerin, Papierhistorikerin und Wasserzeichenforscherin
- 2011: George Athor Deng, südsudanesischer Politiker und Rebellenführer
- 2011: Horst-Eberhard Richter, deutscher Psychoanalytiker, Psychosomatiker und Sozialphilosoph
- 2011: Erwin Wirschaz, deutscher Schauspieler und Hörspielsprecher
- 2012: Kristina Böttrich-Merdjanowa, deutsch-bulgarische Grafikerin, Grafikdesignerin und Autorin
- 2012: Konrad Hischier, Schweizer Skilangläufer
- 2012: Peter Struck, deutscher Politiker, MdB, Bundesminister
- 2013: Herb Geller, US-amerikanischer Jazzmusiker
- 2013: Hideo Kanaya, japanischer Motorradrennfahrer
- 2013ː Anke Schäfer, deutsche Verlegerin und bekannte feministisch-homosexuelle Aktivistin
- 2014: Arthur Gardner, US-amerikanischer Schauspieler und Filmproduzent
- 2014: Beny Rehmann, Schweizer Trompetenspieler
- 2015: Kurt Masur, deutscher Dirigent
- 2015: Charles Roesch, französischer Tischtennistrainer
- 2018: Norman Gimbel, US-amerikanischer Liedtexter
- 2018: Erwin Stein, deutscher Ingenieur
- 2020: Alberto Valdés Lacarra, mexikanischer Springreiter, Olympiamedaillengewinner
- 2020: Fred Maire, deutscher Schauspieler und Synchronsprecher
- 2020: Mekere Morauta, papua-neuguineischer Politiker, Premierminister
- 2021: Sepp Forcher, österreichischer Radio- und Fernsehmoderator
- 2021: Robert Grubbs, US-amerikanischer Chemiker, Nobelpreisträger
- 2021: Sally Ann Howes, britische Schauspielerin
- 2021: Ann Lallande, puerto-ricanische Schwimmerin und Journalistin
- 2021: Adam Rosen, britischer Rennrodler
- 2022: Per-Ola Lindberg, schwedischer Schwimmer
- 2023: Gunther Emmerlich, deutscher Sänger und Moderator
- 2023ː K. M. Peyton (Kathleen Wendy Herald), britische Autorin von Kinder- und Jugendbüchern
- 2023: Jürg Randegger, Schweizer Kabarettist und Fernsehmoderator
- 2024ː Martha Keys, US-amerikanische Politikerin
- 2024ː Miet Smet, belgische Politikerin, MdEP

## Feier- und Gedenktage
- Kirchliche Gedenktage
  - Paul Blau, deutscher Pfarrer (evangelisch)

Weitere Einträge enthält die Liste von Gedenk- und Aktionstagen.